# Buddhizmus
A buddhizmus filozófiai, gyakorlatalapú világnézet és vallás, amely bizonyos országokban vallási irányzatok kialakulását eredményezte. A keleti, azon belül az indiai vallások közé sorolják  és a nagy világvallások egyike.
Az i. e. 6. században jött létre Indiában, s elsősorban azoknak a körében terjedt, akik a hinduizmus által szentesített kasztrendszer ellen tiltakoztak. A buddhizmus nagy mértékben Gautama Sziddhártha, közismertebb nevén Buddha (páli/szanszkrit nyelven „a megvilágosodott”), tanításain alapszik, aki az indiai szubkontinens északkeleti részén élt és tanított. Buddha valamikor az i. e. 6. és i. e. 4. század között élt. Megvilágosodott tanítóként ismerték, aki igyekezett megosztani másokkal saját tapasztalatait, azzal a céllal, hogy megszabaduljanak a szenvedéstől, elérjék a nirvána állapotát, és kiléphessenek az újraszületés és a szenvedés örökös körforgásából. A buddhizmusra a hívei hagyományosan úgy tekintenek, mint a megszabadulás útjára, melyet a valóság legvégső természetének megismerésén keresztül lehet elérni.
A buddhizmus három fő ága a hínajána („kis út"), a mahájána („nagy út”) és a vadzsrajána („gyémánt út”). A hínajána buddhizmus egyik legősibb, máig fennmaradt alága a théraváda buddhizmus, amelyet sokan követnek Srí Lankán és Délkelet-Ázsiában. A mahájána ág Kelet-Ázsia-szerte terjedt el, melyhez a zen buddhizmus, a nicsiren buddhizmus, a tibeti buddhizmus, a singon buddhizmus és a tendai buddhizmus hagyományai tartoznak. A harmadik ág a vadzsrajána buddhizmus, amely egyesek szerint a mahájána egyik ága. Számos forrás szerint a buddhisták száma a világon 230 és 500 millió között van. Magyarországon a 2010-es években a gyakorló buddhisták és a valláshoz szorosabban kötődők száma kb. 10 ezer fő körül volt.
A buddhista iskolák olykor különböző módon tekintenek a megszabaduláshoz vezető útra, illetve a szent szövegekre és tanításokra. A buddhista gyakorlat alapja a három drágaságban való menedékvételen alapszik: Gautama Buddha, a dharma/dhamma (a tanítások) és a szangha (a közösség).

## Kialakulása
A buddhizmus a történelmi Buddha, Gautama Sziddhártától ered, aki körülbelül i. e. 563–483 között élt, a sákja vagy szkíta nemzetség harcos kasztjához tartozó uralkodó család fiaként. Sziddhárta csodás körülmények között született a mai Nepál déli részén, és egy uralkodó család fiatal hercegeként nevelkedett. Azonban megrázó élményt jelentett számára harmincéves kora körül az a felismerés, hogy a betegség, az öregség és a halál (vagyis a szenvedés) minden érző lény osztályrésze. E felismerést követően elhagyta a családját, lemondott a gazdagságról, és a megvilágosodás keresése érdekében remetének állt. Harmincöt évesen, egy éjszakai elmélkedése alatt döbbent rá arra, hogy a szenvedés (azaz a lét alapvetően nem kielégítő volta) a tudatlanságból (nem az intellektuális szegénység, hanem a szellemi vakság értelmében) fakad, és a szenvedés oka a mohó vágy, mely viszont a tudatlanságból fakad. A szenvedéstől való megszabadulás ezzel együtt lehetséges, ha megszüntetjük annak okát; ennek módszere pedig a nemes nyolcrétű ösvény. Az, aki legyőzte a tudatlanságot, képes megszabadulni a vágytól, így elérheti a nirvánát (a nirvána jelentése ellobbanás, a szenvedés gyökerének okai lobbannak el). Hátralévő életét tanítással töltötte.
Buddha nem isten, nem is egy isten földi megtestesülése, hanem ember, aki ki van téve a betegségeknek, megöregedésnek, s akinek az élete szintén halállal végződik. De megkülönbözteti a többi embertől, hogy minden szenvedélyt és elvakultságot legyőzött, azaz megvilágosodott, megvalósította a nirvánát. A különböző buddhista írások szerint Gautama Sziddhártát több buddha előzte meg és fogja még követni.
Buddha tehát ember, aki legyőzött önmagában minden tudati elhomályosulást (zavaró érzelmet), szellemi tökéletessége következtében hatalmas erők bontakozhattak ki benne, és erre a tudásra saját erejéből tett szert, nem más tanítómesterek, isteni kinyilatkozás vagy szent iratok tanulmányozásának a segítségével. Buddha tanítása szerint ez az út azonban a buddhává válásig „mások véleménye és saját elmélkedésünk révén” világosodik meg. Bár az útmutatásra szükség van, a szintézis hangsúlyos szerepet kap tanításaiban. Gautama Buddha a hagyományok szerint emberfeletti erőkkel és képességekkel rendelkezett. Tisztában volt a kétkedő tudat működésével, ezért többször válaszolta az őt csodatevésre kérőknek, hogy „...nem szeretem, elutasítom és megvetem a csodákat” (Dígha-nikája – Buddha hosszú beszédei), és nem tett eleget csodákkal kapcsolatos kérésüknek. A képességekre a hagyomány szerint mély meditáció révén tett szert, akkor, amikor a világi életet maga mögött hagyta és aszkéta gyakorlatokat végzett éveken keresztül. Csodákat csak akkor hajtott végre, amikor az érző lények javára akart cselekedni, és intette az őt követőket, hogy az ilyen képességek megszerzése nem célja az általa ajánlott útnak.
A történelmi Buddháról műalkotás nem született egészen a 2. századig, elsősorban a korabeli szobrászat anikonista szemlélete miatt. Buddha fizikai testének jellemzése néhány korai írásból ismert. Ezekből az írásokból meríthették modelljüket a korai szobrok és domborművek szerzői is. Főleg a páli kánonban szereplő „Egy nagyszerű ember 32 jellemzője” írás volt nagy hatással a művészekre. Ezt a 32 jellemzőt kiegészíti további 80 másodlagos jellemző is (páli: Anubjandzsana).
A Dhammacsakkappavattana-szutta a buddhista hagyományok szerint Buddha első tanításait jelenti a megvilágosodása után. Úgy tartják, hogy Buddha az indiai Nerandzsara folyó melletti bódhifa alatt ülve, meditálás közben érte el ezt a szintet. Ezt követően 49 napot csöndben töltött, majd elutazott Bodh-Gajából a közép-indiai Szárnáthba, a szent város, Váránaszi közelébe. Itt találkozott korábbi aszkéta gyakorlótársaival, akikkel hat évig gyakorolt együtt. Az aszkéták először kétkedve fogadták Buddhát, mivel azt gondolták, hogy az feladta az igazság keresését és az aszkéta gyakorlatokat. De amint meglátták Buddha kisugárzását, megkérték, hogy tanítsa meg nekik, amit megértett. Ekkor adta Buddha azt a tanítást, amit később a Dhammacsakkappavattana-szuttába lejegyeztek.
A buddha-vacsana (páli és szanszkrit: „Buddha szava”) azokra a buddhista hagyományok által elfogadott művekre vonatkozik, amelyeket elfogadnak a Buddha tanításaként. Minden hagyomány elfogad bizonyos szövegeket buddha-vacsanaként, amely nem jelenti azt, hogy ezek a történelmi Buddha ténylegesen használt szavai voltak. A legfontosabb buddhista zarándokhelyek az észak-indiai Gangeszi-síkságon és Dél-Nepálban helyezkednek el, az Újdelhi és Rádzsgír közötti területen, ahol Gautama Buddha élt és tanított. Az életéhez kapcsolódó helyek mára fontos zarándokhelyekké váltak a buddhisták és a hinduk számára. Azonban számos más országban is léteznek ereklyék és zarándokhelyek, amelyekben jelenleg vagy korábban jelentős volt a buddhizmus.

## A buddhista hagyományok korai terjedése
Srí Lanka, Burma és Thaiföld théraváda iskolái a szthaviraváda, illetve még pontosabban a vibhadzsjaváda iskola utódai. A théraváda kétszer ment át névváltozáson, és valamikor a 4. század környékén vették fel a „théraváda” nevet.
| Idővonal: Buddhista hagyományok fejlődése és terjedése (i.e. 450 körül – i.sz. 1300 körül)                |                                     |                         |                         | | |                  |                            |                            |                            |                            |                            |  |
| |                                     |                         |                         | | |                  |                            |                            |                            |                            |                            |  |
| | i. e. 450                           | i. e. 450               | i.e. 250                | 100 | 100 | 500              | 500                        | 700                        | 800                        | 800                        | 1200                       |  |
| |                                     |                         |                         | | |                  |                            |                            |                            |                            |                            |  |
| India | Korai szangha                       |                         |                         | | |                  |                            |                            |                            |                            |                            |  |
| India | Korai szangha                       | Korai buddhista iskolák | Korai buddhista iskolák | Korai buddhista iskolák                                                                                                  | Korai buddhista iskolák                                                                                                  | Mahájána         | Mahájána                   | Vadzsrajána                | Vadzsrajána                | Vadzsrajána                |                            |  |
| India | Korai szangha                       | Korai buddhista iskolák | Korai buddhista iskolák | Korai buddhista iskolák                                                                                                  | Korai buddhista iskolák                                                                                                  |                  |                            |                            |                            |                            |                            |  |
| India | Korai szangha                       |                         |                         | | |                  |                            |                            |                            |                            |                            |  |
| India | Korai szangha                       |                         |                         | | |                  |                            |                            |                            |                            |                            |  |
| |                                     |                         |                         | | |                  |                            |                            |                            |                            |                            |  |
| Srí Lanka és Délkelet-Ázsia                                                                               |                                     |                         |                         | | |                  |                            |                            |                            |                            |                            |  |
| Théraváda buddhizmus                                                                                      |                                     |                         |                         | | |                  |                            |                            |                            |                            |                            |  |
| |                                     |                         |                         | | |                  |                            |                            |                            |                            |                            |  |
| |                                     |                         |                         | | |                  |                            |                            |                            |                            |                            |  |
| Tibet |                                     |                         |                         | | |                  |                            | Nyingma                    | Nyingma                    |                            |                            |  |
| Tibet |                                     |                         |                         | | |                  |                            | Nyingma                    | Nyingma                    |                            |                            |  |
| Tibet | Kadam                               |                         |                         | | |                  |                            | Nyingma                    | Nyingma                    |                            |                            |  |
| Tibet | Kagyü                               |                         |                         | | |                  |                            | Nyingma                    | Nyingma                    |                            |                            |  |
| Tibet | Dagpo                               |                         |                         | | |                  |                            | Nyingma                    | Nyingma                    |                            |                            |  |
| Tibet | Szakja                              |                         |                         | | |                  |                            | Nyingma                    | Nyingma                    |                            |                            |  |
| Tibet | Dzsonang                            |                         |                         | | |                  |                            | Nyingma                    | Nyingma                    |                            |                            |  |
| |                                     |                         |                         | | |                  |                            |                            |                            |                            |                            |  |
| Kelet-Ázsia                                                                                               |                                     |                         |                         | Korai buddhista iskolák és a Mahájána ( a selyemúton keresztül Kínába, óceáni kapcsolattal Indiába és egészen Vietnámig) | Korai buddhista iskolák és a Mahájána ( a selyemúton keresztül Kínába, óceáni kapcsolattal Indiába és egészen Vietnámig) |                  | Tangmi / Han-csuan Mi-cung | Tangmi / Han-csuan Mi-cung | Tangmi / Han-csuan Mi-cung | Tangmi / Han-csuan Mi-cung | Tangmi / Han-csuan Mi-cung |  |
| Kelet-Ázsia                                                                                               |                                     | Nara                    | Nara                    | Korai buddhista iskolák és a Mahájána ( a selyemúton keresztül Kínába, óceáni kapcsolattal Indiába és egészen Vietnámig) | Korai buddhista iskolák és a Mahájána ( a selyemúton keresztül Kínába, óceáni kapcsolattal Indiába és egészen Vietnámig) | Singon           | Singon                     | Singon                     |                            |                            |                            |  |
| Kelet-Ázsia                                                                                               | Csan                                |                         |                         | Korai buddhista iskolák és a Mahájána ( a selyemúton keresztül Kínába, óceáni kapcsolattal Indiába és egészen Vietnámig) | Korai buddhista iskolák és a Mahájána ( a selyemúton keresztül Kínába, óceáni kapcsolattal Indiába és egészen Vietnámig) |                  |                            |                            |                            |                            |                            |  |
| Kelet-Ázsia                                                                                               | Thiền, Szon                         |                         |                         | Korai buddhista iskolák és a Mahájána ( a selyemúton keresztül Kínába, óceáni kapcsolattal Indiába és egészen Vietnámig) | Korai buddhista iskolák és a Mahájána ( a selyemúton keresztül Kínába, óceáni kapcsolattal Indiába és egészen Vietnámig) |                  |                            |                            |                            |                            |                            |  |
| Kelet-Ázsia                                                                                               |                                     | Zen                     |                         | Korai buddhista iskolák és a Mahájána ( a selyemúton keresztül Kínába, óceáni kapcsolattal Indiába és egészen Vietnámig) | Korai buddhista iskolák és a Mahájána ( a selyemúton keresztül Kínába, óceáni kapcsolattal Indiába és egészen Vietnámig) |                  |                            |                            |                            |                            |                            |  |
| Kelet-Ázsia                                                                                               | Tientaj                             |                         |                         | Korai buddhista iskolák és a Mahájána ( a selyemúton keresztül Kínába, óceáni kapcsolattal Indiába és egészen Vietnámig) | Korai buddhista iskolák és a Mahájána ( a selyemúton keresztül Kínába, óceáni kapcsolattal Indiába és egészen Vietnámig) |                  |                            |                            |                            |                            |                            |  |
| Kelet-Ázsia                                                                                               | Tendai                              |                         |                         | Korai buddhista iskolák és a Mahájána ( a selyemúton keresztül Kínába, óceáni kapcsolattal Indiába és egészen Vietnámig) | Korai buddhista iskolák és a Mahájána ( a selyemúton keresztül Kínába, óceáni kapcsolattal Indiába és egészen Vietnámig) |                  |                            |                            |                            |                            |                            |  |
| Kelet-Ázsia                                                                                               | Nicsiren                            |                         |                         | Korai buddhista iskolák és a Mahájána ( a selyemúton keresztül Kínába, óceáni kapcsolattal Indiába és egészen Vietnámig) | Korai buddhista iskolák és a Mahájána ( a selyemúton keresztül Kínába, óceáni kapcsolattal Indiába és egészen Vietnámig) |                  |                            |                            |                            |                            |                            |  |
| Kelet-Ázsia                                                                                               | Dzsódo                              |                         |                         | Korai buddhista iskolák és a Mahájána ( a selyemúton keresztül Kínába, óceáni kapcsolattal Indiába és egészen Vietnámig) | Korai buddhista iskolák és a Mahájána ( a selyemúton keresztül Kínába, óceáni kapcsolattal Indiába és egészen Vietnámig) |                  |                            |                            |                            |                            |                            |  |
| |                                     |                         |                         | | |                  |                            |                            |                            |                            |                            |  |
| Közép-Ázsia és Tarim-medence                                                                              |                                     |                         | Gréko-buddhizmus        | Gréko-buddhizmus | Gréko-buddhizmus | Gréko-buddhizmus |                            |                            |                            |                            |                            |  |
| Közép-Ázsia és Tarim-medence                                                                              |                                     |                         |                         | | |                  |                            |                            |                            |                            |                            |  |
| Közép-Ázsia és Tarim-medence                                                                              | A buddhizmus terjedése a selyemúton |                         |                         | | |                  |                            |                            |                            |                            |                            |  |
| |                                     |                         |                         | | |                  |                            |                            |                            |                            |                            |  |
| | i.e. 450                            | i.e. 450                | i.e. 250                | 100 | 100 | 500              | 500                        | 700                        | 800                        | 800                        | 1200                       |  |
| \| \| Magyarázat: \| \| = Théraváda \| \| = Mahájána \| \| = Vadzsrajána \| \| = Vegyes / szinkretikus \| |                                     |                         |                         | | |                  |                            |                            |                            |                            |                            |  |
| | Magyarázat:                         |                         | = Théraváda             | | = Mahájána |                  | = Vadzsrajána              |                            | = Vegyes / szinkretikus    |                            |                            |  |

A korai iskolák hagyományait több mahájána iskola is megőrizte. A tibeti buddhizmus összes iskolája a múlaszarvásztiváda-féle vinaját használja és a szarvásztiváda abhidharmát gyakorolja, amelyeket kiegészítettek mahájána és vadzsrajána szövegekkel. A kínai iskolák a dharmaguptaka iskola vinajáját használják főleg.

## A buddhizmus története
| A buddhizmus története |                      |                       |                      |                           |
| * Gautama Buddha       | * Időrend szerint    | * Elő-szektarianizmus | * Korai buddhizmus   | * Korai buddhista iskolák |
| * Zsinatok             | * Története Indiában | * Gréko-buddhizmus    | * Buddhizmus Kínában | * Terjedése a selyemúton  |
| * Kelet-Ázsiában       | * Délkelet-Ázsiában  | * Közép-Ázsiában      | * Közel-Keleten      | * Srí Lankán              |

## Tudomány, filozófia és vallás

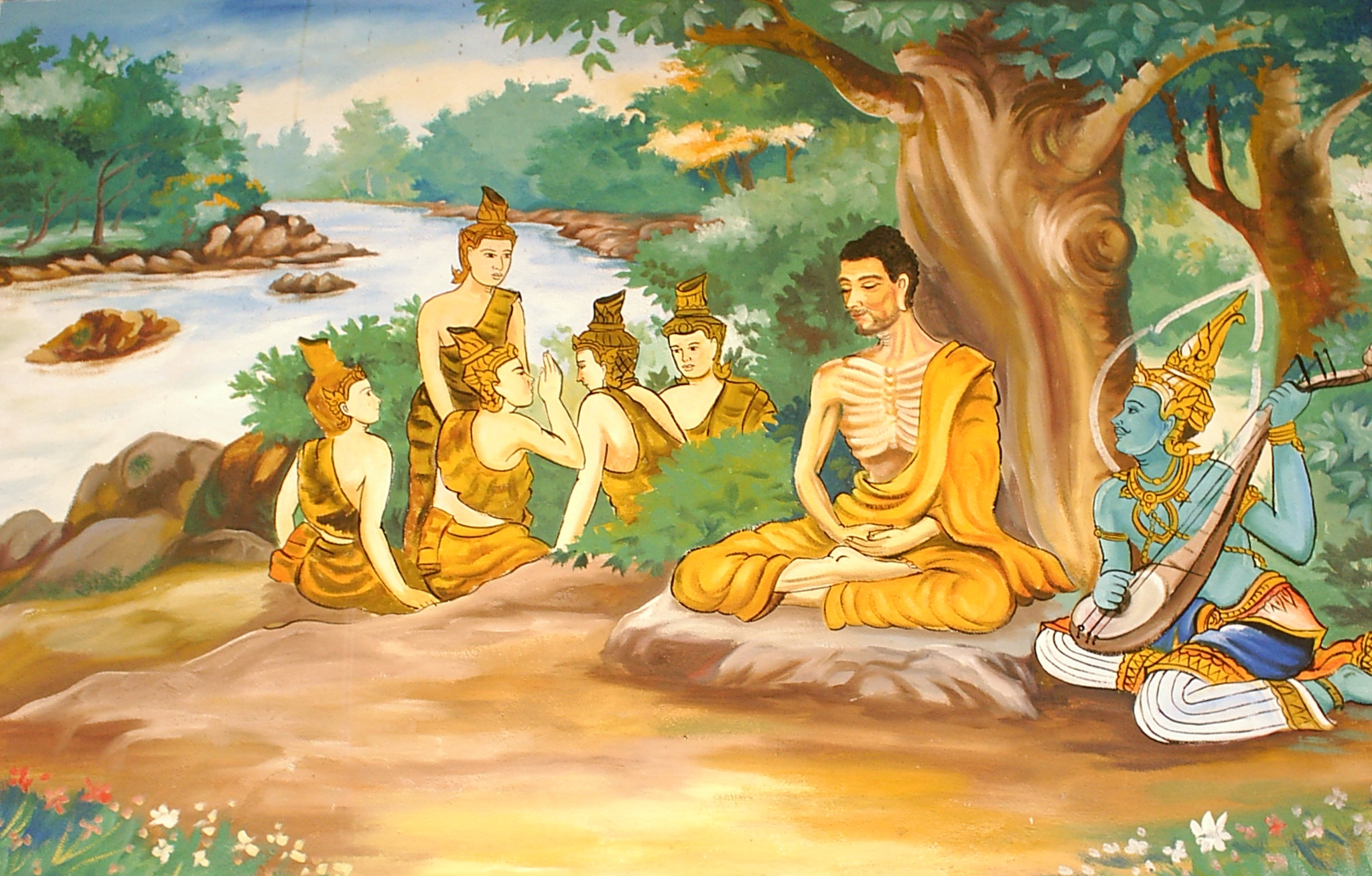
Az aszkéta Gótama öt követőjével, akik az első szanghát alkották. Falfestmény egy laoszi templomban.

Buddha nem fektette írásba tanait, azok megismerése közvetítők útján terjedt. A tan folyamatosan változik a mai napig, kanonizálása a különféle iskolák által tartott zsinatok során történt. A legrégebbi iskolák páli nyelven írott kánonja, a Tipitaka sem tekinthető Buddha beszédei közvetlen lejegyzésének, hiszen ezen (addig szóban áthagyományozott) szövegek Asóka (i. e. 272–232) korában keletkeztek, tehát bő két évszázaddal Buddha halála után. Ennek ellenére meglehetősen konkrétan támaszkodhatunk e szövegek tartalmi egységére, a visszatérő formulákra, így például a négy nemes igazság, a függő keletkezés, az állandó én nemléte, a nemes nyolcrétű ösvény és a nirvánáról, az újraszületések sorozatának megszüntetéséről mint végső célról szóló tantételek.
A buddhizmus és a nyugati tudományok már többször bizonyultak kompatibilisnek a történelem során. Ma a buddhizmus és bizonyos tudományos területek között folyamatos párbeszéd folyik. A buddhizmuson belül a filozófiai és pszichológiai tanítások hasonlóságot mutatnak a modern tudományos és filozófiai elképzelésekkel. Például a buddhizmus támogatja a természet pártatlan vizsgálatát (a páli kánonban ezt úgy nevezik, hogy dhamma vikaja) – a vizsgálat fő tárgya az én. A buddhizmus néhány népszerű koncepciója köthető az evolúció, kvantumelmélet és kozmológia tudományaihoz, azonban a legtöbb tudós számára problémát jelent összeegyeztetni a buddhizmus vallási és metafizikai kijelentéseit a tudományos módszerekkel. 1993-ban Jean Piaget kiadta a tanuláselméletét, amelyben azt írta, hogy a buddhizmus a gondolkodás negyedik fajtája a varázslat, a tudomány és a vallás mellett. A Buddha párbeszédeit tartalmazó Kalama szutta sokkal inkább egybecseng a tudományos módszerekkel, mint a hagyományos, hitalapú vallások. Az írás kimondja, hogy a tényeket megfelelően meg kell vizsgálni, hit, spekuláció és másoktól vett információ nélkül.
Az 1970-es években több tudományos kísérletből az derült ki, hogy a buddhista meditáció segítségével bepillantást lehet nyerni a pszichológiai állapotok hatalmas kínálatába. Valamivel később – az agyszkennelő technológiák (Funkcionális mágneses rezonanciavizsgálat vagy a SPECT) egyre tágabb körökben való hozzáférése után – egyre több tudóst foglalkoztatott az, hogy a meditáció használatával milyen tudatállapotokba lehet eljutni. Az ilyen és ehhez hasonló tanulmányokat lelkesen támogatta a jelenlegi dalai láma, Tendzin Gyaco, akit már régóta érdekelt a buddhizmus és a tudomány közötti kapcsolat, és aki rendszeres résztvevője a Mind and Life intézet (Mind and Life Institute) által rendezett konferenciáknak.
Amennyiben Buddha a megváltás tanának lényegét a dharmákra vonatkozó elméletben látja, akkor a buddhizmus koherens filozófiai rendszerként értelmezhető. A létezés folyamatait racionalitással vizsgálja, és megpróbálja feltárni a folyamatok közötti oksági kapcsolatokat. Eltekint az olyan örök szubsztanciák feltételezésétől, mint isten, lélek, anyag, ezzel együtt metafizikus szemléletű rendszer. Karmikus következményekről és megváltásról beszél, elismeri a mulandó túlvilági lények létezését a mennyekben és az alvilágban. A szent dolgok iránti elkötelezettsége, erőteljes etikai tartalma, szervezeti felépítése miatt a buddhizmust azonban vallási rendszerként is tárgyalhatjuk.

### Élet és a világ

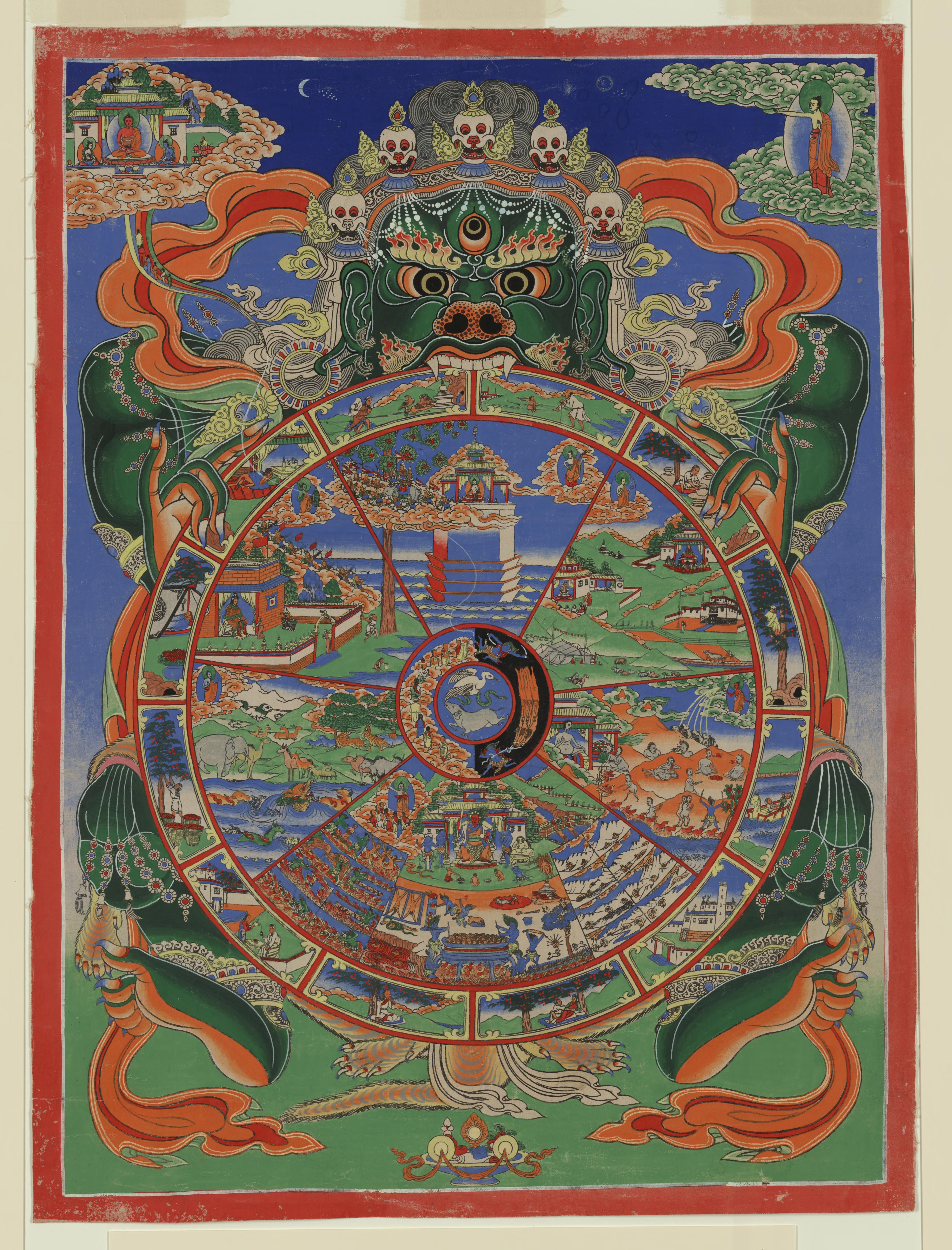
Hagyományos tibeti tanka (thangka), azaz festett vagy rajzolt vallási tárgyú kép, mely az „élet kerekét” ábrázolja a hat birodalommal

Buddha abból a felismerésből indult ki tanításai során, hogy a világi jelenségek, amelyek körbevesznek bennünket, átmenetiek. A keletkezés és pusztulás örök körforgásában változó jelenségek mélyebb okait kutatva megállapította, hogy az ember és világa egymástól függő alkotórészek összessége, a testi dolgok, érzések, észlelések, elképzelések, ösztönök és tudatos cselekedetek kombinációi, amelyek szintén ki vannak téve a változás örökös körforgásának. Az átmeneti kapcsolatok új, minőségileg egyedi jelenségeket alkotnak, majd ezek felbomlása után a szintén változásnak kitett alkotórészek másfajta kapcsolatokra lépnek. A materializmussal ellentétben tehát azt állítja, hogy nincs egy végső, megbonthatatlan anyagi atomszerűség, amely szervezettségével létrehozza a testeket, és gondolkodó szerveket, hanem ezek az alkotórészek maguk is állandóan változnak. Egyúttal tagadja a halhatatlan lelkek (átman) vagy szellem-monádok létezését, amelyek a test elpusztulása után tovább élnek. Nem ismeri el az örök ős szubsztancia létét sem, amelyből minden szellemi és anyagi keletkezett.
Az elemeket, melyek már nem tevődnek össze másokból, véglegesen különálló egységek, „dharmának” nevezik. A föld, víz, levegő, tűz ilyen dharmák, de a különböző képességek, mint látás, hallás, érzékelés, az öntudat, a nem tudás, a gyűlölet, a vágy, az óvatosság, a dicsőség, a szépség, a gazdagság, az igazság, a hamisság, a nemi hovatartozás, az alvás, az éhség, a betegség, a születés, a keletkezés, öregedés, halál és sok-sok más is. Az élőlények és konkrét tárgyak konkrét dolgai kivételével a régi szövegek mindent dharmának neveznek, amiből hatás indulhat ki. A karma maga a cselekvési kényszer. A dharma, azaz a hindu világtörvény szerinti felfogása itt egy szűkebb értelmezést kapott, amelyet a buddhizmusban alapvető, vagy végső lételemeknek is fordíthatunk. Ami számunkra egységes személyiségnek látszik, az Buddha szerint különböző dharmák összessége, szuperpozíciója, amelyek látszólag egységes egésszé fonódnak össze. A dharmák együttműködése olyan harmonikus, elmúlásuk és keletkezésük olyan gyorsan történik, hogy képtelenek vagyunk ennek tudatára ébredni. A tapasztalat világában a dharmák állandó mozgásban vannak, más dharmáktól függően keletkeznek, majd megsemmisülnek, hogy újaknak adják át a helyet (lásd: függő keletkezés). Létrejöttük előfeltétele más dharmák sokaságának létezése, mint ahogy a növény létrejötte a legkülönfélébb környezeti hatások függvénye (mag, talaj, levegő, napsütés stb.). Ha egy dharma hatóereje kimerül, az őt létrehozó okok ugyanolyan másik dharmát teremtenek, és ez lép a kiesett helyébe.
Az ember tehát egy folyamatosan változó dharmák alkotta folyamat, amely a halállal sem szakad meg, mivel azok a dharmák, amelyek együttesen alkotják az egyént (természeti, fizikai, erkölcsi dharmák), a halál után sem szűnnek meg, hanem működnek tovább, létrehozva az alapfeltételeket egy új individuum megjelenéséhez. Ez az új individuum örökli az elpusztult test valamennyi jó és rossz tettének következményeit.

#### Karma: ok és okozat
Az egyszerű elemek, amelyek az egyén külső és belső világát meghatározzák, folyamatos mozgásban vannak, azonban nem összefüggés nélkül, egymástól függetlenül lépnek fel, és nem ok nélkül enyésznek el, hanem szigorú törvényszerűségek alapján. Buddha tanítása szerint ezek az alapelemek a világtörvény (dharma) végtelen sokaságú megnyilvánulásai, amelyek jelen vannak az univerzum rendjében, a karma következmény-okság elvén alapuló erkölcsi világrend kialakításában.

#### Újraszületés

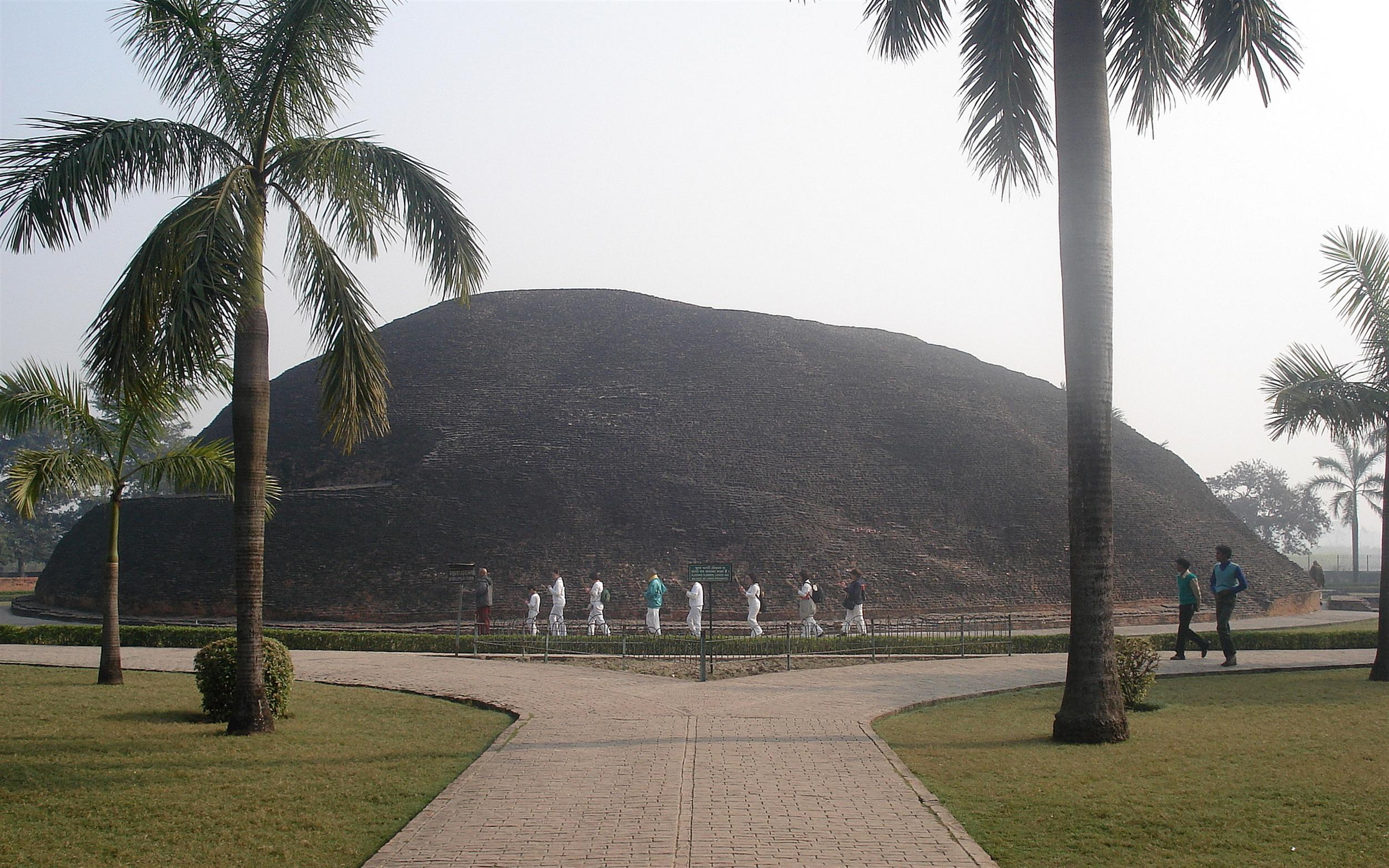
A Ramabhar-sztúpa Gautama hamvasztásának helyén, Kusínagar, India

A brahmanizmussal és a hinduizmussal ellentétben, amelyek szerint a halott testéből egy önálló szellemi-monád szakad ki, és hatol be az új anyatestbe, és mintegy birtokba veszi a létéhez szükséges fizikai környezetet, addig Buddha egy olyan újramegtestesülést tanít, amelyben egy szüntelenül változó és mozgásban levő tudatáramlás hozza létre, a véget ért létezésben felgyülemlett erők hatása révén, az új individuumot. Ennek megfelelően a lélekvándorlás kifejezés csak akkor alkalmazható a buddhizmusra, ha „lelken” valami teljesen mást értünk, mint a brahminok, azaz a hindu papság vagy mint a legtöbb ókori, keresztény vagy iszlám filozófus. A halott és az, aki a tőle öröklött karmikus erők révén újjászületik, két különböző lény, de mégsem az, mivel az új szükségszerűen következik a régiből, mint őrségváltáskor az őrtüzek is folyamatosságukban követik egymást. A két lét közötti összekötőkapocs az akaratmegnyilvánulások és hajlamok összessége, amelytől az új létezés elemeinek (dharmák) összefonódása függ, mindenekelőtt a vágy az élet akarására (trisna). A sokszoros újjászületés során egyre inkább közelítünk a szenvedélyektől mentes élethez, míg csaknem végtelen újjászületés és megszámlálhatatlanul sok létforma megélése után elérjük a tökéletesen szenvedély- és szenvedésmentes létezést, és világi vándorlásunk véget ér. Megszűnik a karmánk által előírt és kikényszerített újjászületési folyamatsor, eljutunk a nirvána örök nyugalmába. Ez maga is dharma, a világtörvény realitása, de ez abban különbözik minden más dharmától, hogy ezt nem a hajlamok (szankhára) idézik elő, tehát nem is enyészhet el.

#### Szanszára
Az élet szenvedés, mivel mulandó, és még a legboldogabb egyén is ki van téve a betegségeknek, öregségnek, halálnak. Ez a szenvedés csak akkor szűnhet meg, ha a trisna és a szenvedélyek, amelyek az újramegtestesülést előidézik, megszűnnek. Ez azonban csak fokozatosan, sok újjászületés után lehetséges.

## Szenvedés: okok és okozatok

### Négy nemes igazság

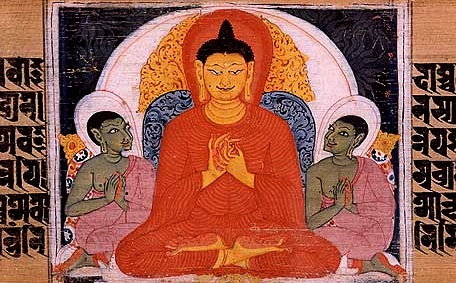
A buddha a négy nemes igazságot tanítja. Szanszkrit kézirat. Nalanda, Bihar, India

A páli Tipitaka szerint a négy nemes igazság Gautama Buddha első tanításai voltak, miután megvilágosodott. Gyakran a buddhista tanítások alapjaként is tekintenek a négy igazságra. Buddha először meghatározta azt, hogy mi a szenvedés, utána megmondta, hogyan jön létre, aztán megállapította, létezik a szenvedés megszűnése, végül elmondta a szenvedés megszűnésének okát.
1. Van szenvedés – a szenvedés (duhkha/dukkha) az elégedetlenséget jelenti, azt, hogy valamilyen tapasztalat, élmény, számunkra nem kielégítő. Élvezetes és fájdalmas élmények egyaránt megjelennek és elmúlnak, egyik követi a másikat. Ezért nem találunk soha egy kielégítő, biztonságos állapotot. Ezért szenvedünk akkor is, ha valami élvezetes, s akkor is, ha valami fájdalmas.
2. A szenvedésnek van oka – az oka (szamudaja) a vágy, a sóvárgás arra, hogy találjunk egy szilárd pontot, ami örömteli és biztonságos. Törekszünk egy tökéletes állapotra, még ha nem is gondolunk így rá, s amit soha nem kapunk meg.
3. A szenvedésnek van vége – a megszűnése (niródha) nem más, mint a vágyakozás kialvása. Annak a törekvésnek, hogy elérjünk egy örökkévaló tökéletes állapotot. Ezért a szenvedéstől megszabadulás, a nirvána, az nem egy hely, nem egy állapot, nem egy létforma, hanem a sóvárgás megszűnése.
4. Van egy út, amely a szenvedés megszüntetéséhez vezet – a szenvedés megszüntetésének az útja (márga/magga) az, amit nemes nyolcrétű ösvénynek neveznek. Ez három fő részt tartalmaz: az erényességet, az elmélyülést és a bölcsességet. Az erényesség lényege külsőleg a helytelen tettek elkerülése, amivel magunknak és másoknak a kárára vagyunk, belsőleg pedig minden rossz elkerülése. Az erényes tettekkel, szavakkal és gondolatokkal békét és nyugalmat hozunk létre, mely jó következményekkel jár. Az elmélyedés a tudat finomabb ragaszkodásait kezeli, aminek következtében nyugalmunk és örömünk mélységesebbé válik úgy, hogy nem alávetett különféle külső körülményeknek.

### Nemes nyolcrétű ösvény

A Dharmacsakra (magyarul: „dharma kereke” a nemes nyolcrétű ösvényt jelképezi

A nemes nyolcrétű ösvény (szanszkrit: árjástánga-márga, páli: arija-atthangika-magga)) a „történelmi Buddha” egyik legfőbb tanítása, aki azt tanította, hogy ennek a módszernek a követése a szenvedés megszüntetéséhez (dukkha) és a megvilágosodáshoz vezető út legfontosabb gyakorlata. A buddhisták ezeknek a tanításoknak az intelmeit arra használják, hogy a jelenségek tiszta természetébe bepillantást nyerjenek, és megszabaduljanak a kapzsiságtól, a gyűlölettől és az érzéki csalódásoktól. A nemes nyolcrétű ösvény a négy nemes igazság negyedik pontjának felel meg, miközben a nemes nyolcrétű ösvény első pontja megegyezik a négy nemes igazság megértésével. Ezt nevezik a buddhizmusban középútnak. A buddhista szimbolikában a nemes nyolcrétű ösvényt gyakran ábrázolják a dharma-kerék (dharmacsakra – vagyis a tan kereke) szimbólumával, melynek nyolc küllője az ösvény nyolc összetevőjét jelenti.

### Középút
A buddhizmus egyik fontos tanítása a középút (páli: maddzshimá patipadá), amit a történelmi Buddha közvetlenül a megvilágosodása után tanított. A középútnak számos definíciója van:
1. A nem-végletesség gyakorlása. Az önsanyargatás és a végletes érzéki örömök közötti középső út.
2. Középút bizonyos metafizikai (filozófiai) nézetek között (például, hogy a dolgok végső soron léteznek-e, vagy nem léteznek).
3. A nirvána magyarázata, azé az állapoté, amikor világossá válik, hogy a világban minden megjelenő dolog kettősség, vagy dualitás és csupán tévedés.
4. Egy másik kifejezés az ürességre, a jelenségek végső természetére (a mahájánában), az eredendő létezés hiányára, ami az állandóság és a nihilizmus – vagy az eredendő létező és a semmi – végleteit kerüli el.

Nágárdzsuna rendszerében a középút elnevezése madhjamaka.

## A valóság természete

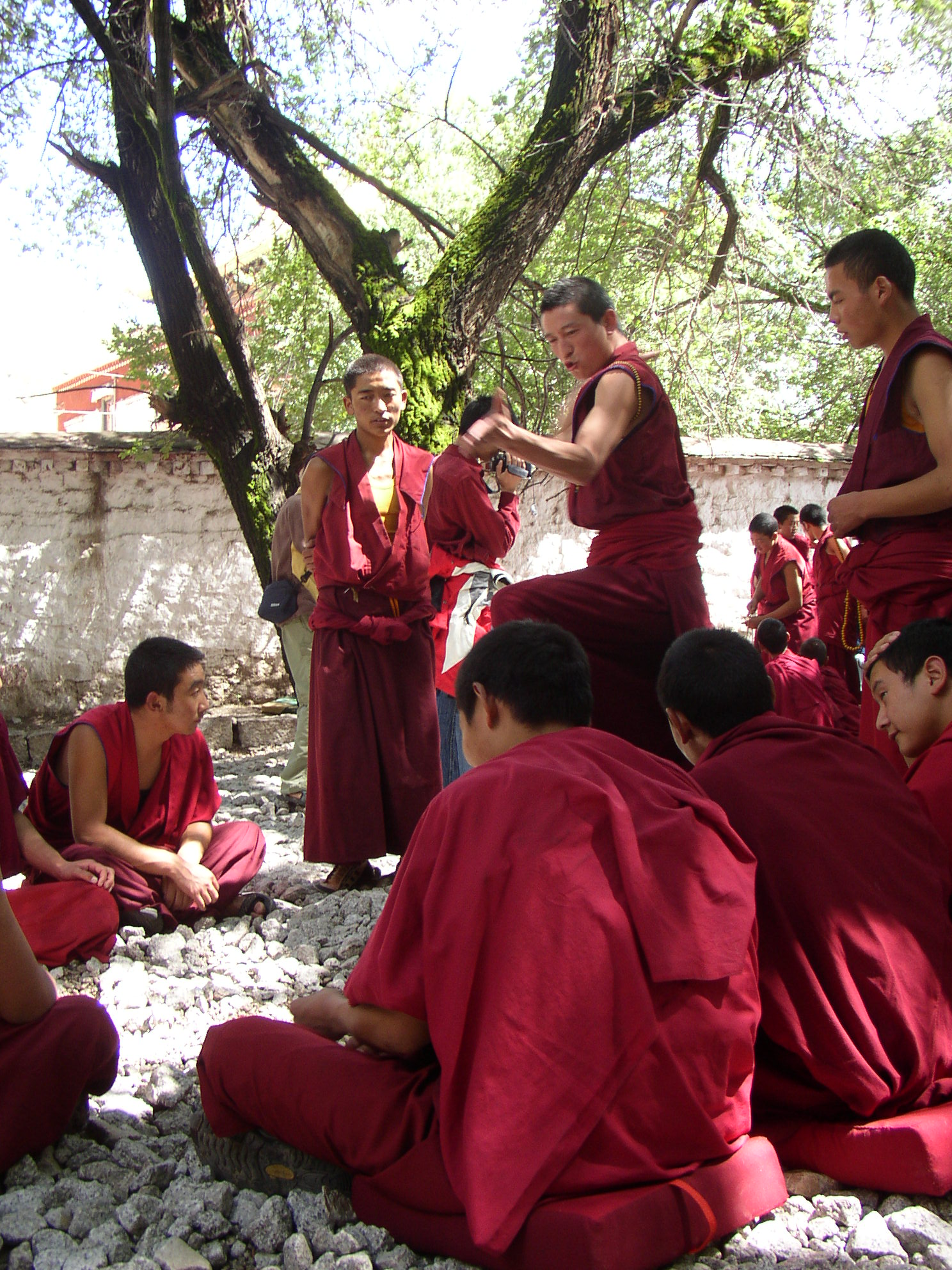
Buddhista szerzetesek vitagyakorlata a tibeti Szera kolostorban

A buddhizmus a valóság természetét három jellemzőn keresztül írja le: mulandóság (aniccsa), éntelenség (anatta) és szenvedés (dukkha). Ez a három jellemvonás minden érző lényt jellemez.

### Mulandóság,éntelenségésszenvedés
A mulandóság (páli: अनिच्चा aniccsa; szanszkrit: अनित्य anitja; tibeti: མི་རྟག་པ་ mi rtag pa; kínai: 無常 vúcsáng; japán: 無常 mujō; thai: อนิจจัง anitcsang, a páli aniccsából) a létezés három jellegének egyik fontos tana a buddhizmusban. Ezen a buddhista fogalom azt fejezi ki, hogy kivétel nélkül minden függő létezés folyamatosan változó állapotot mutat. A páli aniccsa szó jelentése „állandótlan”, amely két különálló szó összefonódásából keletkezett: 'niccsa' (folytonosság, tartósság) és az 'a' fosztóképző.
Az anatta (páli) vagy anátman (szanszkrit: अनात्मन्) a buddhizmusban a „nem-Én” állapotára utal (éntelenség, önlét hiánya). A legkorábbi szövegekben Buddha rendszerint arra használta ezt a kifejezést, hogy megtanítsa: minden, amit az érzékszerveink érzékelnek (ebbe a gondolkodás is beleszámít), az valójában nem az „én” vagy az „enyém”. Éppen emiatt nem szabad kötődni hozzájuk. A páli szútrák az ember által átélt jelenségeket öt csoportba („szkandhák” – az öt lét-aggregátum) sorolják. Ezek szolgáltatják a ragaszkodás alapját és az én érzetét. A nikájákban Buddha kifejti, hogy nem csupán az öt szkandha, az azokhoz való ragaszkodással együtt, eredményez boldogtalanságot.
Az anatta nem az én tagadását jelenti, hanem a létezés egyik (a felsorolásban a harmadik) jellemzője. A korai szövegekben Buddha annak kifejezésére használta, hogy elmagyarázza, hogy ez az Én, a lélek nem létezése. A szó nem azt jelzi, hogy nem létezik semmilyen én-esszencia, hanem hogy az nem az az Én-kép, amit agyunk megalkotott. Meg kell szabadulni a forma, az érzékelés, a gondolatok és a tudatosság által azonosított önmagunktól, hogy a dolgokat úgy lássuk, ahogy valójában vannak. Ezek a dolgok természetüknél fogva folyamatosan változó dolgok, amelyekkel azonosítani állandónak hitt énünket boldogtalanságot eredményez.
A dukkha (páli: दुक्ख dukkha; szanszkrit: दुःख duhkha; a nyelvtani hagyományok szerint a dus-kha „nem könnyű” kifejezésből ered, de Monier-Williams angol tudós szerint vélhetően a „dus-stha” prakritizált alakja lehet, melynek jelentése „kiegyensúlyozatlan, elhalkítatlan”) egy páli fogalom, amelyhez számos magyar fogalom párosítható. Általában „szenvedésnek, elégedetlenségnek, nem kielégítő jellegnek” fordítják. A buddhizmusban a létezés három jellemzője közül a dukkha a második (a másik kettő az anatta és az aniccsa), ezen kívül ez a négy nemes igazság első pontja.

### Függő keletkezés[60]
A függő keletkezés avagy a pratítja-szamutpáda (szanszkritul: प्रतीत्यसमुत्पाद pratítjaszamutpáda, páliul: paticcsaszamuppáda, egyszerűsített kínai írással: 緣起) a buddhizmus egyik fő tana, amely szerint ok-okozati összefüggés van a pszichológiai jelenségek között. Ez tartja fent a dukkhát (elégedetlenség) a világi tapasztalásokban. Ezt fordítják „függő keletkezés”-nek vagy „függőségben való keletkezés”-nek is. Ez jelenti a második nemes igazság bővebb magyarázatát is. A tizenkét oksági láncszem (páli/szanszkrit: निदान – nidána – „ok, alap, forrás vagy eredet”) a függő keletkezés gyakorlati alkalmazása, amelyben a keletkezéssel járó szenvedés eredete az tévelygés (avidja). Nem érteni a szenvedést, nem érteni a szenvedés okát, nem ismerni a szenvedés megszüntetését, nem ismerni a szenvedés megszűnéséhez vezető gyakorlatokat: ezt nevezik tévelygésnek.

### Az öt szkandha
A szkandhák (szanszkrit:स्कन्ध szkandha, páli: khandha, jelentése magyarul: „összesség”, „halom”, „tömeg”) a buddhista tudomány szerint a létesülés öt alapvető csoportosulását (aggregátumát) jelentik. A szkandhák a feltételüktől függően keletkeznek és múlnak el. Az öt szkandha a forma, az érzékelés, az érzés, a törekvés és a tudat. A hat érzékszerv a szem, fül, test, orr, nyelv és tudat, és a tárgyaik a forma, hang, érzet, szag, íz és érzékelés. A buddhizmusban ezek a szanszára káprázatának a jelenségei. A történelmi Buddha tanítása szerint ezek közül egyik sem „én” vagy „enyém”. A théraváda értelmezés szerint akkor keletkezik szenvedés, amikor valaki azonosul vagy ragaszkodik bármelyik aggregátumhoz. A szenvedéstől úgy szabadulhatunk meg (nirvána), ha lecsökkentjük és megszüntetjük a ragaszkodást a szkandhákhoz. A mahájána hagyomány hozzáteszi még azt is, hogy a legvégső felszabadulás úgy jön létre, hogy az egyén mélyen megtapasztalja, hogy az aggregátumok önállóan, mindentől függetlenül nem léteznek.

### Üresség
Az üresség (szanszkrit: शून्यता súnjata; páli: suññatā) a szövegkörnyezettől függően többféle jelentéssel bír. A théravada buddhizmusban a súnjata gyakran utal a tapasztalás öt halmazának nem-én (páli: anatta, szanszkrit: anátman) természetére és a hat észlelési alapra. A súnjata kifejezés szintén jelölhet egy meditatív állapotot vagy élményt. A 14. dalai láma elmondása szerint (gelugpa iskola):
|  | „Az üresség elmélete szerint nem elfogadható az a hit, amely szerint az objektív valóság a független létezés feltételezésére alapozna. Minden dolog és történés - akár ‘anyagi’, mentális vagy akár elvont koncepció, mint az idő - mentes az objektív, minden mástól független létezéstől [...] a dolgok és a történések olyan értelemben 'üresek', hogy sohasem tartalmazhatnak semmilyen megváltoztathatatlan elemet, belső lényegi valóságot avagy abszolút ‘létezést’, amely megengedhetné magának a függetlenséget.” |
|  | |

## Megvilágosodás

### Nirvána
Buddha úgy jellemezte a nirvánát, hogy a tökéletesen nyugodt tudat állapota, amely megszabadult a vágyakozásoktól, haragtól és egyéb kínzó állapotoktól (klésák). Ez egyben a „világ végét” is jelenti, hiszen nem marad utána öntudat, és a tudatnak nincs határa. A tudat megleli a békét az egész világgal, együtt érez minden lénnyel, és lemond a rögeszmékről és a berögzülésekről. Ezt a létező alaköltés szenvedéseinek lecsendesítésével és az újabbak megszületésének megakadályozásán keresztül éri el. A nirvánában a vágyakozás és utálat gyökere kerül kiirtásra. Ezután az ember már nincs kitéve szenvedésnek (páli: dukkha) és további újjászületéseknek a szanszárában. A páli kánon szerint a nirvánában megtapasztalható a dolgok üres természete (súnjata) is. A Dhammapada szentírásokban Buddha azt mondja, hogy a nirvána a „legnagyobb boldogság”. Ez egy kitartó, mindent átható boldogság, amely a megvilágosodással keletkező nyugodtsággal jár. A nirvánát kísérő tudást a bódhi (megvilágosodás) szó fejezi ki.

### Buddhák

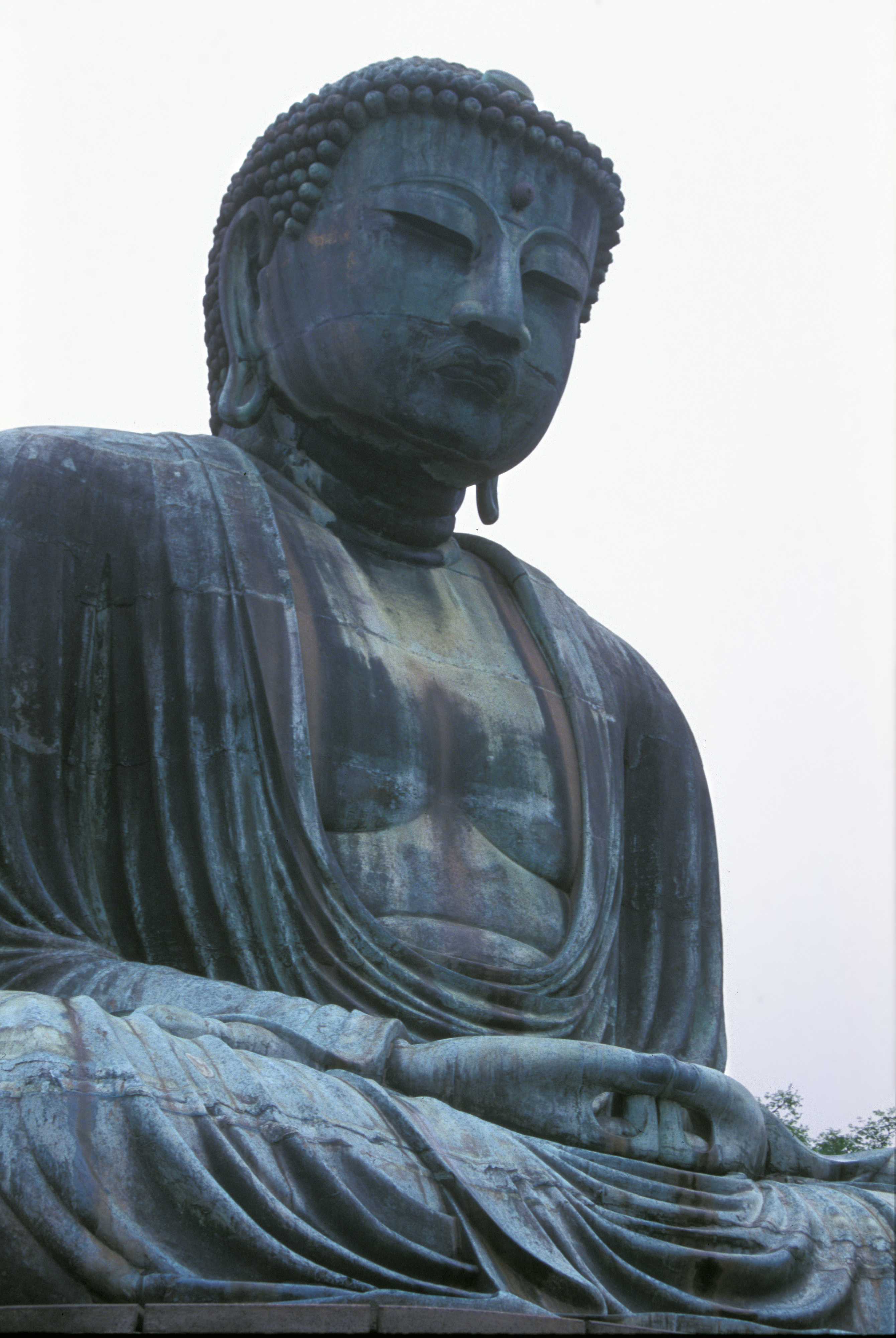
Amitabha Buddha hatalmas szobra Kamakura városban, Japánban

A buddhaság a buddhizmusban a tökéletes megvilágosodás állapotát jelenti (szanszkrit: सम्यक्सम्बोधि – szamjakszambódhi; páli: सम्मासम्बोधि – sammāsambodhi). Az úgynevezett buddha eredeti értelmezés szerint a tudat tökéletesen megvalósított állapotát jelenti, de buddhának nevezik a buddhizmusban azt a személyt is, aki a dharma követésével megvilágosodott, felismerte a „tökéletes igazságot”, és megszabadult a létforgatagból, a „szanszárából”. A különböző tanoktól függően változnak a vélemények, hogy ez a szint milyen mértékű eltávolodást jelent a hétköznapi élettől (aszkéta gyakorlatok). Buddhának vagy történelmi Buddhának nevezik a Sákjamuni Buddhát, aki körülbelül 2560 évvel ezelőtt született a mai Nepál területén, királyi család sarjaként. Harmincöt évesen, hat év mély meditáció után felismerte a tudat valódi természetét, és így elérte a megvilágosodást. Az elkövetkező negyvenöt évben Buddha tehetséges tanítványok ezreinek tanította azokat a módszereket, amelyekkel a megvilágosodás elérhető. A történelmi Buddha tanítása szerint a megvilágosodás a legmagasabb szintű időtlen öröm. Nincs semmi kielégítőbb vagy teljesebb, mint minden dolog, minden idő, minden lény és minden irány egységének az állapota. A théraváda buddhizmus hagyományai szerint a buddhák saját maguk erejéből érik el ezt a szintet, mindenféle tanító segítsége nélkül, olyan időszakban, amikor a négy nemes igazság vagy a nemes nyolcrétű ösvény tana nem létezik a világon. Ezzel szemben bizonyos mahájána hagyományok szerint (főleg a Lótusz szútra követői) a buddhaság egyetemes és minden érző lényben megtalálható, és megfelelő gyakorlással el is érhető még a jelenlegi életében, méghozzá „világi élvezetektől” való mindenféle lemondás nélkül. Ebből is látszik, hogy rendkívül széles skálán mozognak a vélemények, hogy milyen módszerekkel érhető el a buddhaság.

### bódhiszattvák
A buddhizmusban a bódhiszattva (szanszkrit: बोधिसत्त्व bódhiszattva; páli: बोधिसत्त bódhiszatta) vagy egy megvilágosodott (bódhi) lét (szattva) vagy egy megvilágosodott személy vagy a szanszkrit helyesírás szerint véve (satva) „hős tudatú (szatva) a megvilágosodásért (bódhi)”. Találkozhatunk még magyarul a világosságra törő vagy a megvilágosodott lény kifejezésekkel. A théraváda buddhizmusban ez a cím elsősorban Gautama Buddhát takarta, még mielőtt megvilágosodott volna. A mahájána buddhizmusban bővebb jelentéssel bír. Ide tartoznak azok, akik minden érző lény üdvéért világosodnak meg, és saját szellemi erejükkel másokat is a megvilágosodáshoz vezetnek. Az ilyen bódhiszattva nem távozik a nirvána állapotába, hanem halála után a Tushita-mennyben várakozik, míg minden lény el nem éri a megvilágosodás állapotát. A hínajána buddhizmusban csupán 24 bódhiszattva van.

## Buddhista kozmológia
| Buddhista kozmológia   |                          |                               |
| * Az emberek birodalma | * Az istenek birodalma   | * Az éhes szellemek birodalma |
| * Az állatok birodalma | * A félistenek birodalma | * A pokollakók birodalma      |

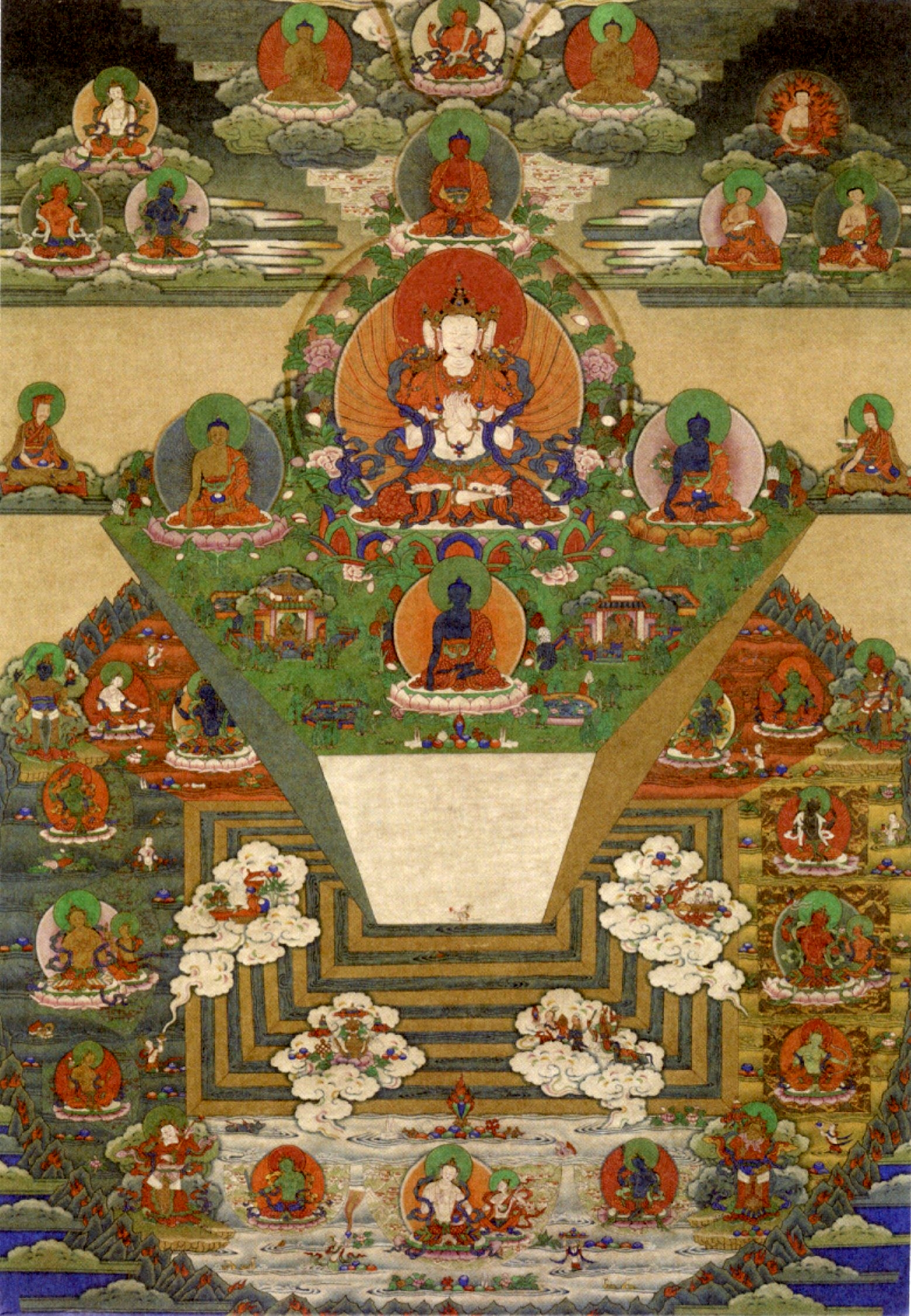
A Meru-hegyet és a világegyetemet ábrázoló bhutáni thangka, 19. század

A buddhista kozmológia a világegyetem alakjának és fejlődésének buddhista szövegekben történő jellemzése. Ezt a kozmológiát részletesen leírja a théraváda és a mahájána irányzatoknál található Abhidharma is. Ez a különböző buddhista hagyományokban szereplő szútrák és vinaják világegyetemről szóló elemzéseinek és egyeztetéseinek a végterméke. A buddhista kozmológia leírásainak megfelelő világ képe nem tekinthető a világegyetem szó szerinti leírásának. Következetlen és nem is lehet következetessé tenni még a korabeli indiai csillagászati adatokkal sem. Azonban nem is annak szánták ezt a kozmológiát, hogy a hétköznapi ember által észlelt világot írja le; sokkal inkább egy olyan világ, ahogyan a divjacsaksusz (páli: dibbacsakkhu), az „isteni szem” lát – amellyel egy buddha vagy egy arhat megfigyelheti az összes többi világot és a bennük keletkező (születő) és elmúló (elpusztuló) lényeket. Ezt a kozmológiát szimbólumokon és allegóriákon keresztül is értelmezték.
A buddhista kozmológiát két egymáshoz kapcsolódó részre lehet osztani: térbeli kozmológia, amely a világegyetemen belüli különböző világok elosztását írja le, és az időbeli kozmológia, amely jellemzi a világok keletkezését és elmúlását. A térbeli kozmológiát két ágra lehet osztani: az egyik a függőleges (vagy csakravála) kozmológia – amely függőleges irányban osztja el a világokat (némelyik magasabban, némelyik alacsonyabban van) –, a másik a vízszintes (szahaszra) kozmológia a függőlegesen elhelyezett világokat rendezi ezres, milliós vagy milliárdos csoportokba.
A függőleges kozmológiában a világegyetem sok világból áll (lokáh). Ezeket nevezik birodalmaknak, mezőknek vagy síkoknak is, amelyek egymásra helyezett rétegekben helyezkednek el. Mindegyik világ egy tudatállapotnak vagy létállapotnak felel meg. A világ azonban nem jelöl egy helyet, mint ahogy az azt alkotó élőlények teszik, csupán a karmájuk (cselekedetük) tartja azt fent, és ha ennek a világnak a lakói elpusztulnak, akkor az egész világ is megsemmisül. Ugyanígy keletkeznek ezek a világok, az első lakó megszületésével egyetemben jelennek meg. A különböző világok fizikai különválása nem is annyira lényeges, mint a mentális. Annak ellenére, hogy az emberek és az állatok egyazon fizikai környezeten osztoznak, mégsem tartoznak egy világhoz, mivel a tudatuk máshogyan fogja fel és reagál a saját környezetére. A függőleges kozmológia 31 létezési síkra van osztva, amelyek három birodalomban (dhátu) helyezkednek el. Mindegyik sík külön tudatállapotnak felel meg. A három világ (Tridhátu) a nem anyagi birodalom vagy az alaknélküliség 4 birodalma (arúpa-vacsara), a 16 finom anyagi birodalom avagy az alakok 16 birodalma (rúpa-vacsara) és az érzéki vágyak 15 birodalma (káma-vacsara). A mi naprendszerünkben, azaz ezen a létsíkon „öt vagy hat érzéki birodalom” létezik. Előfordul, hogy az arúpa-vacsara és a rúpa-vacsara birodalmakban született összes élőlényét „istenként” osztályoznak (déva). Ám ez a fogalom nem teljesen világos, ugyanis bármely olyan lényre vonatkozhat, amely hosszabban és boldogabban él, mint az ember. A többségük nem isten a szó hétköznapi értelmében, hiszen semmi közük nincs az emberekhez.
A vízszintes (szahaszra) kozmológia a függőlegesen elhelyezett világokat rendezi ezres, milliós vagy milliárdos csoportokba. Buddha szerint az univerzum időben is és térben is végtelen. Az összes világ és birodalom egy egységet alkot (Szakvala), amely a naprendszer méretének felel meg (Szalvala). Ezer naprendszer csoportját nevezik „Szahasri Loka Dhat” néven (vagy kis csilliókozmosz). Erről úgy tartják, hogy a Tejút méretének felel meg. Egymillió naprendszer csoportja „Divi Szahasri Loka Dhatu” (vagy közepes dicsiliókozmosz). A legnagyobb csoport egytrillió naprendszerből áll. Ezt „Thri Szahasri Loka Datu”-nak vagy nagy tricsiliókozmosznak nevezik. Egy ilyen utóbbi csoportban egyszerre csak egyetlen buddha létezhet.
A buddhista időbeli kozmológia leírja, miképp keletkezik és múlik el a világegyetem. Egyéb ind kozmológiához hasonlóan végtelen időt tartalmaz és ciklikusságot. Ez nem jelenti azt, hogy folyamatosan ugyanazok az események történnek benne, csupán a nappal-éjjel, tél-nyár körforgás a jellemzője.
Az idő mérésének alapegysége a mahákalpa vagy „Nagy Eon” (jap: 大劫 daigó). Emberi években ez egyszer sincs megfogalmazva, de nagyon hosszú időt takar – milliárd években vagy még többen kell számolni.
Egy mahákalpa négy kalpára vagy „eonra” (jap: 劫 kó) van osztva:
- Vivartakalpa „kialakulás eonja” – ez alatt jön létre a világegyetem.
- Vivartaszthájikalpa „kialakulás-megtartás eonja” – ez alatt az idő alatt a világegyetem megtartja kialakult formáját.
- Szamvartakalpa „feloszlás eonja” – ez alatt az idő alatt a világegyetem feloszlik.
- Szamvartaszthájikalpa „feloszlás-megtartás eonja” – ez alatt az idő alatt a világegyetem üres állapotot tart fent.

Mindegyik kalpa fel van osztva húsz antarakalpára (páli: antarakappa; jap: 中劫, „eonon belül”) – mindegyik egyenlő hosszú.

## A buddhizmus főbb iskolái
A buddhizmus tanrendszere egy hasonlattal élve egy nagy házra hasonlít, amelyre a lakók folyamatosan újabb emeletráépítéseket húznak fel, és amíg a fenn lakók szükségesnek és jogosnak ismerik el az alsó emeletek létezését, addig az alsó emeletek lakói idegenkedve, elutasítóan viselkednek az emeletráépítési törekvésekkel szemben. A két fő áramlat a théraváda (ősi tanítás) és a mahájána (nagy szekér vagy nagy jármű) néven ismert. A mahájána felsőbbrendűnek tartja magát, és lenézően hínajánának, kis, azaz hitvány szekérnek nevezi az eredeti, régebbi felfogást. Azt vallja, hogy minden embernek törekedne kell arra, hogy bódhiszattvává (a bódhiszattvák olyan megvilágosodott lények, akik saját nirvánájukat elhalasztva az újjászületést választották azért, hogy az emberiséget szolgálják) váljon, ennek a célnak a megvalósítása érdekében aktív etikát tanít. 1933-ban Kőrösi Csoma Sándor lett az első európai, akit Japánban bódhiszattvának nyilvánítottak. Sírja buddhista zarándokhely lett.
Mindketten elismerik az ősi iratok tanításait, azonban mahájána, a hagyományos buddhista tanokat átértelmező gondolatvilágát új iratok felfedezésével próbálta igazolni, amit a „kis szekér” képviselői kétségbe vontak. Az indiai „szellem” toleranciájának és türelmének köszönhetően a két fő tábor között sem alakult ki európai értelemben vett vallási ellentét, sőt, máig előfordul, hogy a két buddhista áramlat hívői egyazon kolostorban élnek együtt a legnagyobb egyetértésben. Mindkét irányzat szerint a jelenségek nem rendelkeznek önvalóval, egy egységes megfogható és azonosítható lényeggel, a világ valamennyi jelenségét átmenetinek tartják. Mindkét iskola elismeri, hogy a parinirvána (teljes kialvás) után nem lehet semmit állítani Buddháról. Gautama tanait később tanítványai foglalták írásba. A legrégibb irat a páli nyelvű Tipitaka (szanszkrit: Tripitaka – három kosár), amely az alaptanításokat írja le. Ezek kiindulópontja az a felismerés, hogy az egész élet szenvedés, melynek oka az élethez való ragaszkodás. Akinek sikerül lemondania a vágyakról, az kiszabadul az újabb szenvedéseket hozó újjászületésekből, és eljut a nirvánába, ami nem a teljes megsemmisülés, hanem a léten túli, szavakkal ki nem fejezhető állapot a mahájána irányzat szerint, míg a hínajána szerint csak a vágyak kialvása.
A mahájána szútrák (tankönyvek) szanszkrit, kínai és tibeti nyelven írott művei közül a következők a legfontosabbak:
- A bölcsesség tökéletessége (Pradnyápáramita)
- A Tiszta Ország rendszere (Szukhávati-vjúha)
- A Jó Törvény Lótusza (Szaddharma-pundarika)
- A Tan ceyloni kinyilatkoztatása (Lankávatára)
- A Buddha-ékszer (Buddhávatamszaka)

Az eredeti, régebbi felfogás szerint (théraváda iskola) a buddhák száma korlátozott, a világ meghatározott korszakaiban lépnek fel, és ugyanabban a kozmikus rendszerben csak egy létezik belőlük. A hínajána szerint az egyén külső és belső világa is egyszerű elemekre osztható, amelyek azonban szigorú törvényszerűségnek vannak alárendelve. A mahájána ezzel szemben azt tanítja, hogy a világ egységes, és minden a tudat teremtménye (jógácsára), de van olyan irányzat is (madhjamaka), amely e világot illúziónak, nem létezőnek, önlét nélkülinek tartja. A jógácsára filozófia alapítója Vaszubandhu, a madhjamaka filozófia alapítója pedig a második században élt Nágárdzsuna. A jelenleg elterjedtebb mahájána szerint a buddhák száma csaknem végtelen, és minden lényben benne van potenciálisan a buddhává válás képessége, azaz a számtalan újjászületés fokozatosan érleli buddhává azt, aki erre az útra lép, így a létezés megannyi fokán álló lény között jelenleg is található olyan, aki a jövőben buddhává érik majd.
A nirvána a mahájána irányzat szerint nem a teljes megsemmisülés, hanem a léten túli, szavakkal ki nem fejezhető állapot, míg a hínajána szerint csak a vágyak kialvása.
A számtalan buddha feltételezése a mahájána buddhizmusban felvetette annak a lehetőségét is, hogy ezek a már üdvözültek jótékony hatással vannak a földi élőlényekre, tehát hozzájuk imádkozni szintén üdvözítő hatású. Ezzel együtt kialakult egy gazdag mitológiai hitkör, amelyeket a hinduizmushoz hasonlatos kultuszokkal imádtak. A mahájána buddhista eszmekör megjelenése elősegítette a buddhizmus terjedését olyan országokban is, ahol a kultuszoknak, a többistenhitnek és vallási tiszteletnek régebbi, mély gyökerei voltak (például brahmanizmus). A meglévő ind vallások, elsősorban a hinduizmus, brahmanizmus behatásainak következtében éppen a mahájána buddhizmus adott lehetőséget az eredeti tanok háttérbe szorítására, illetve arra, hogy megtörje a tan ellenállóerejét. Ezzel egy időben (i. sz. 1000 körül) már megmutatkoztak a jelei a vallás bizonyos mértékű regressziójának is (ebben a szubkontinens északnyugati részén ekkortájt terjeszkedő iszlám is szerepet játszott). Ezzel együtt lehetőséget adott, többek között, az indiai kasztrendszer merevségének feloldására, hiszen a buddhista szerzetesrendek kasztoktól függetlenül fogadtak be „bódhiszattvákat”. (Bővebben: A buddhizmus története Indiában)

## Elterjedés és változatok

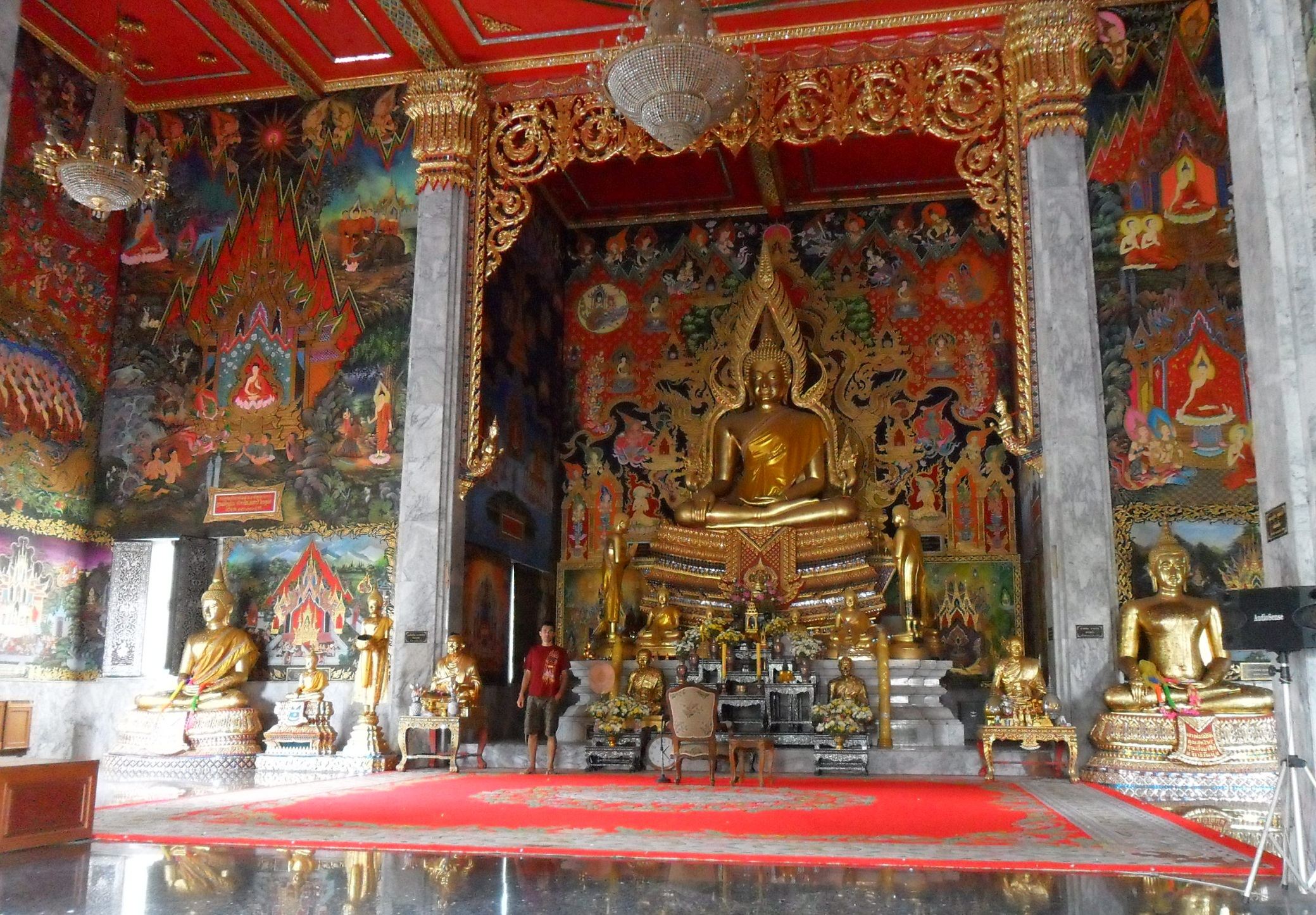
Templombelső Thaiföldön

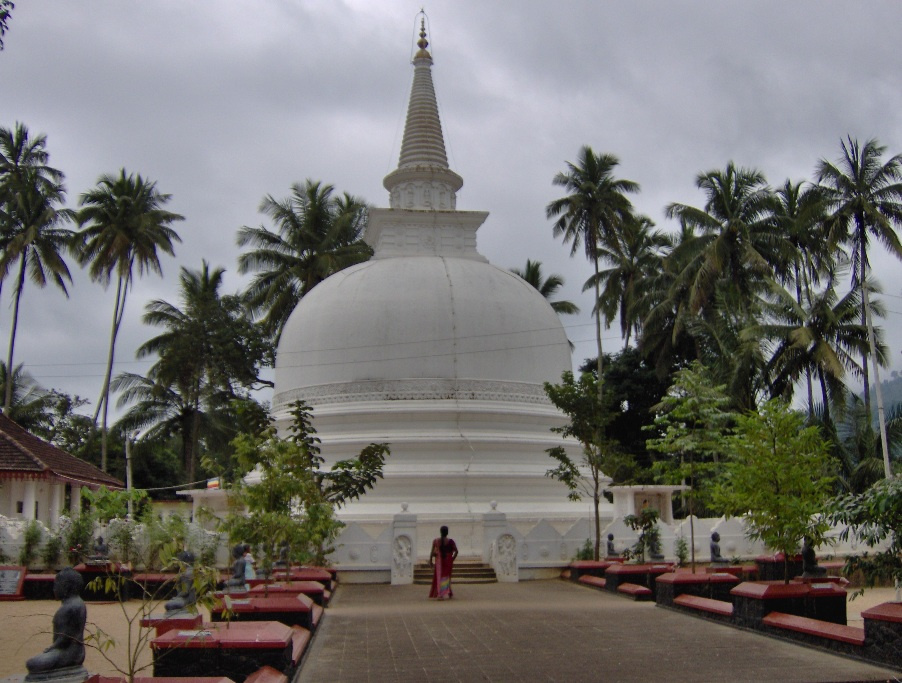
Srí Lanka-i sztúpa

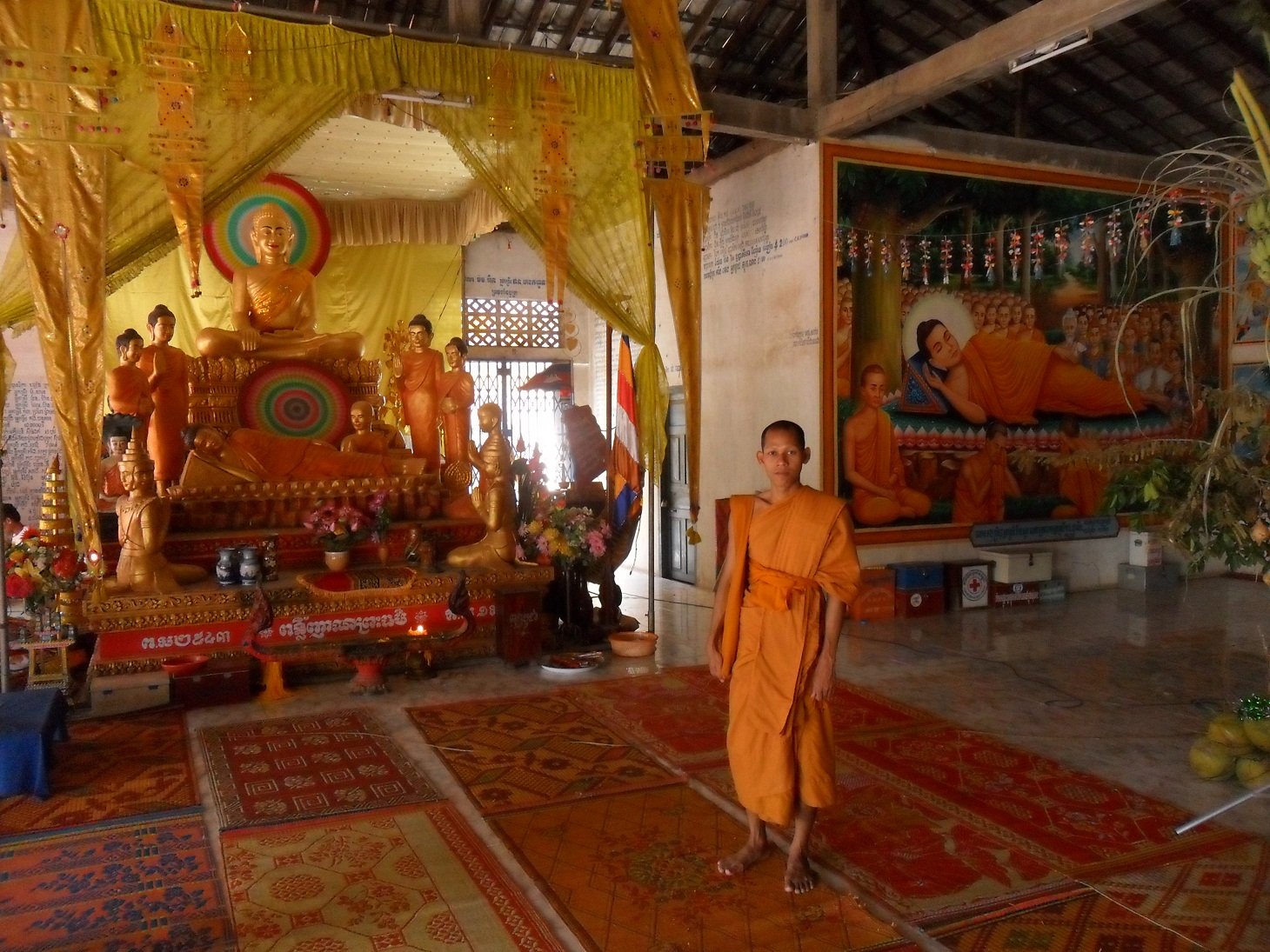
Fatemplom belseje szerzetessel Kambodzsában

Az i. e. 3. században Srí Lankán és Nepálban, misszionáriusok térítő tevékenysége útján az 1. századtól Kínában, a 4. században Koreában és Indonéziában, míg Japánban a 6., Tibetben a 8., Mongóliában és a mai Oroszország egyes területein pedig az első ezredfordulótól terjedt el. (Bővebben: Buddhizmus Kelet-Ázsiában) Indokínában (Kambodzsa, Khmer Birodalom, Angkor) és Ceylon (Srí Lanka) szigetén Hátsó-Indiában, Burmában (Mianmar) a hínajána vagy théraváda buddhizmus a meghatározó. Az indonéz szigetvilágban az iszlám terjedéséig a hinduizmussal vállvetve erős vallási tényező volt. (Bővebben: Buddhizmus Délkelet-Ázsiában) A kínai szellemi életben, a kínai univerzalista tanok mellett sokszor császári támogatással, sokszor hivatalos üldöztetések közepette tartotta meg befolyását. Kínában, Koreában és Japánban elsősorban a meditációs iskola terjedt el, a mahájána különböző változatai (például:Tiszta Föld buddhizmus és a meditációt hangsúlyozó irányzat, a csan (koreai szon, japán zen). (Lásd még: Koreai buddhizmus)
A zen ma is Japán legnagyobb buddhista szektája, egyedi vonásokkal, mint például, hogy a kezdetektől elvetette a papi nőtlenséget. Ezek a buddhista iskolák már bőségesen merítettek a taoista szemléletből, illetve a kelet-ázsiai természetvallások világából. Tibetben (és Mongóliában, valamint Oroszország egyes területein) a mahájána rituáléiból, illetve a mágikus formák citálásából kialakultak a buddhista tantrizmus különböző fajtái is, amelyek a későbbiekben önálló szekérré alakultak (például a gyémánt szekér). Ez az áramlat az i. sz. 600-as években Bengáliából kiindulva érkezett Tibetbe, azonban az itteni („bön”: egyfajta démonhit) vallással szemben kezdetben csak kevéssé érvényesült. Amint az indiai szerzetesek, a papság szerepe erősödött a szellemi, kulturális és állami életben, úgy vette át az állam irányításának szerepét az a sajátos iskola, amely a „khubilgani öröklési rend” néven vált ismertté, ahol is feltételezik, hogy a lhászai főpap, a dalai láma halála után az egy gyermekben testesül meg újra, akinek kilétét különböző égi jelek alapján meg lehet állapítani. A tan összefoglaló neve a vadzsrajána. A tibeti buddhizmus hivatalosan elismert öt fő irányzata a nyingmapa, a szakjapa, kagyüpa, a gelugpa és a dzsonangpa. Őszentsége, a 14. dalai láma a gelug iskolának a tagja, ám az intézménynek nem a legfőbb személye (az mindenkor a Ganden kolostor vezetője, Ganden Tripa). A lámaista hierarchia és egyházrend helyzetében nagy változásokat hozott Tibet kínai annektálása (1951), ami a dalai lámát Indiába való menekülésre kényszerítette (1959).
Szokás külön venni az Amerikában és Európában terjedő buddhizmust, bár a metafizikai tanítások nem térnek el a fentebb említett hagyományos iskoláktól, de a közösségi előírások terén megpróbálnak alkalmazkodni a nyugati életformához. A buddhista vallás Nyugaton először a szaktudósok tevékenységéhez kötődött, Sir Monier Monier-Williams szanszkrit szótára (Oxford, 1899.), T. W. Rhys Davids és William Stede páli szótára (London, 1921.) és Kőrösi Csoma Sándor tibeti szótára nyitotta meg a szövegek gazdag tárházát a nyugati érdeklődők előtt. Sir Edwin Arnold elbeszélő költeménye, az Ázsia világossága 1879-ben már önálló nyugati alkotás volt.
A Tan nyugati értelmezéseinek sorát a Teozófiai Társulat nyitotta meg. Henry Steel Olcott tevékenységét a buddhista világban is általános tisztelet övezi, a Srí Lanka-i főváros egyik fő utcáját róla nevezték el, s az általa tervezett buddhista zászlót 1952 óta világszerte használják.
Önálló nyugati vallási irányzatként jött létre 1968-ban a Nyugati Buddhista Rend, újabb nevén Triratna Buddhista Rend. Ennek legfontosabb vallási újítása, hogy a rend tagjai nem szerzetesek, hanem "dhammacsári" világi felavatást kapnak. A rend alapítója Bhante Sangharakshita a második világháború után angol katonaként maradt Indiában, ott tanult húsz éven át, majd a hippimozgalom idején már Londonban szervezte az egyházat. Fő művét magyar nyelven a Dzsaj Bhím Közösség jelentette meg A Dharma jelentése címmel 2014-ben Agócs Tamás fordításában.
Az ún. jobb oldali út a függőség kioltását a vágyak kioltásával akarja megvalósítani, az ún. bal oldali, tantrikus út, megengedi a vágyakat, amennyiben a függőséget el lehet kerülni tudással.

### A buddhizmus Magyarországon

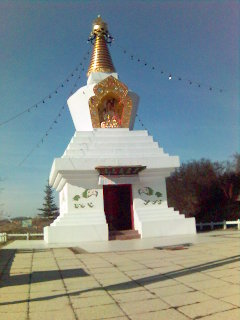
Kőrösi Csoma Sándorról elnevezett sztúpa Tar községnél

Magyarországon a buddhista irodalomnak komoly hagyományai vannak, Kőrösi Csoma Sándortól kezdődően a 20. század első felében megjelent fordításokig.
A buddhista tanok közvetlenül is terjedhettek, éppen az egyházilag legsötétebb időkben, ugyanis Budapesten 1952-ben megalakult a Buddhista Misszió, amely 1956-tól a német származású Anagarika Govinda és az általa vezetett Árja Maitréja Mandala rend támogatását élvezte. Könyveket ugyan nem adhattak ki, ám szamizdat formájában már az 1980-as években jegyzeteket sokszorosítottak, amelyek 1989 közeledtével egyre komolyabb külsőt kaptak, és könyvként is megjelenhettek. A misszió vezetője Hetényi Ernő volt, aki 1956. október 8-án kapott beavatást Dapa Kasszapától a rendi hierarchia egyenes ági leszármazási vonalába. 1956. november 2-án pedig a Legfelsőbb Rendi Tanács és Láma Góvinda a „doctor philosopiae buddhologiae” címmel ismerte el munkásságát. Ugyancsak 1956-ban alapította Hetényi Ernő Budapesten a buddhológiai intézetet, amely a Kőrösi Csoma Sándor Buddhológiai Intézet nevet kapta. 1990 után sorra alakultak a buddhista rendek, iskolák, a hirtelen jött szabadság azonban bizonyos fokú felhígulást eredményezett. A tan könyvkiadása is átvette a könnyedebb, ám kevésbé alapos angolszász kézikönyveket, ugyanakkor Kőrösi Csoma Sándor munkáinak jó része még ma is lefordítatlan.
Magyarországon ezidáig 11 sztúpát adtak át hivatalosan: Budapesten 4, Budakeszin, Bükkmogyorósdon (Csernelyben), Zalaszántón, Tar községben, Becskén, Mánfán és az uszói tanyán. A zalaszántói 36 méter magas és 24 méter széles Béke sztúpa Európa második legmagasabb buddhista-szentélye. Létezik buddhista gimnázium (A Tan Kapuja Buddhista Gimnázium) és főiskola (A Tan Kapuja Buddhista Főiskola) is Magyarországon.
2014. Szeptember 22-én reggel 6 órakor indult el Magyarország első buddhista rádió adója, a Buddha FM online rádió. A rádió „alkotói a magyarországi buddhista közösségek, a Tan Kapuja Buddhista Egyház és Főiskola tagjai, tanítói, diákjai és az élet”.

## Szerzetesi élet

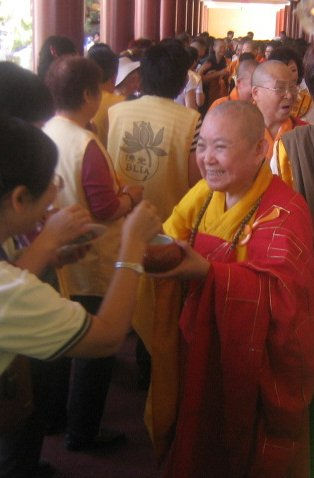
Magas rangú apáca (bhikkhuni) a kínai buddhista hagyományban, alamizsna gyűjtésekor

A buddhista szerzetesrend hagyományosan két nagy gyülekezetre osztható: a szerzetesekre (bhikkhu) és az apácákra (bhikkhuni). Kezdetben Buddha tanítványai csak férfiakból álltak, azonban Buddha nevelőanyja Mahá Padzsápatí Gótamí kérésére és Ánanda közbenjárására 500 nő megkapta az engedélyt, hogy belépjen a szanghába. A vadzsrajána hagyományban (Tibet és Nepál) nem alakult ki bhikkhuni hagyományvonal, viszont a mai napig léteznek a kelet-ázsiai közösségekben. 2007 óta több helyen is sikerült újra feléleszteni ezeket a hagyományokat. A szerzetesek és apácák a buddhista közösségekben ma is fontos szerepet töltenek be. Első és legfontosabb feladatuk, hogy megőrizzék a tanokat és tartsák be a szabályokat. Példát kell mutatniuk a világi közösség számára, és segíteniük kell a világi embereket abban, hogy ők is erényekre tehessenek szert. Ezt úgy tehetik, ha ajándékot adnak az egyházi személyeknek. Cserébe a szerzetesektől és apácáktól elvárják, hogy aszkéta életet éljenek, tanulmányozzák a tanokat és végezzenek meditációkat.

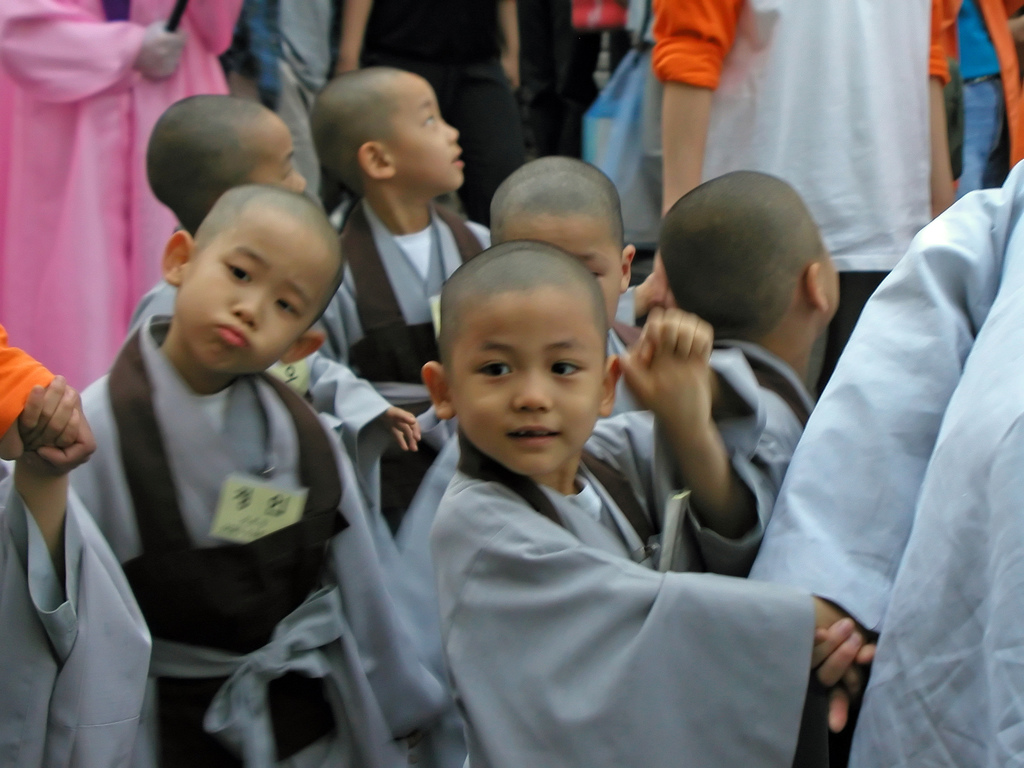
Fiatal srámanerák (növendékek) a koreai hagyományok szerint

A bhikkhuk és bhikkhunik először növendékek lesznek (srámanéra és srámanéri) néhány évig. Bizonyos feltételeknek meg kell felelni, mielőtt valakit felvesznek a buddhista közösségbe: 7 és 70 év között kell lennie, nem szegte még meg a sílát (magaviseleti szabályok csoportja). A fiú növendékek rendszerint igen fiatal korban beállnak srámanerának, de legtöbbször 8 éves kor után. A nők általában csak felnőttkorban állnak be srámanerínek, mivel velük szemben nincs semmilyen elvárás. A srámanerák a tíz buddhista szabály szerint élnek és nem vonatkozik rájuk a szerzetesek összes szabálya – vinaja. A magasabb – bhikkhu és bhikkhuni – szintekbe nem nyerhetnek felvételt a 20 évnél fiatalabbak. A nők esetében hasonló a rendszer, az ő esetükben azonban általában öt évig maradnak srámaneríként. Thaiföldön a szerzeteseket a közösség ellátja, amiért cserébe ők spirituális segítséget nyújtanak a közösségnek. A bhikkhuk és bhikkhunik eskütétel után bármikor elállhatnak esküjüktől és visszatérhetnek a világi életbe. Ezt követően később újból felvehetik esküjüket, és visszafogadhatja őket a szangha. A vinaja szerint a bhikkhunikra ez a szabály nem vonatkozik, ha egyszer egy bhikkhuni leadta a fogadalmát, többé abban az életében nem veheti őt vissza a szangha. A bhikkhuk akár hétszer is felvehetik és leadhatják fogadalmukat. A vinaja szabályainak megszegése bizonyos súlyos esetekben arra az életre vonatkozóan a rendből való kizárást is maga után vonhatja. Burmában, Tajvanban és Hongkongban néha a világi emberek egy hétre vagy egy hónapra is fogadalmat tehetnek. Thaiföldön jelenleg csak a férfiak számára van ilyen lehetőség.
A fegyelmi szabályok arra hivatottak, hogy a szerzetesek és apácák számára lehetővé tegyék az egyszerű és összpontosított életvitelt, nem az aszkézis a fontos. A nőtlenség és hajadonság fontos különbségtétel egy szerzetes és egy háztulajdonos között. A hagyománytól függően a szerzetesek csak napi egyszer étkezhetnek és csak a világi emberek adományaiból vagy a kolostor konyhájából, amit a világi közösség adományaiból tartanak fent. A keresztény szerzetességgel ellentétben a buddhista szerzeteseknek nem kell engedelmeskedni semmilyen felsőbb hatalomnak, azonban az elvárás, hogy a felsőbb szinten álló szerzetesek felé tiszteletet kell mutatni (a thai hagyományban az számít felsőbb szintű szerzetesnek, aki már több esős évszakban végzett elvonuláson vett részt). Buddha nem jelölt ki utódot, és senki nem köteles engedelmeskedni a szerzetesi szabályoknak. Az egyes csoportok együttesen hoznak döntéseket a közösség rendszeres gyűlésein. Ekkor döntenek szabályszegésekről és a kommunális javak elosztásáról. A tanító-tanítvány kapcsolatokat is megvitatják, de nincsenek előírt szabályok, sem parancshozók. Egy apát vagy apáca van általában megbízva azzal, hogy a napi adminisztrációkat elvégezze, és kijelölhet másokat, hogy segítséget nyújtsanak neki. Egyes hagyományokban ezeket a szerepeket szavazással döntik el, más hagyományokban a világi közösség választja ki őket – például Thaiföldön.

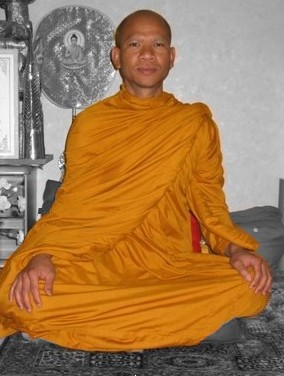
Buddhista szerzetes Laoszban
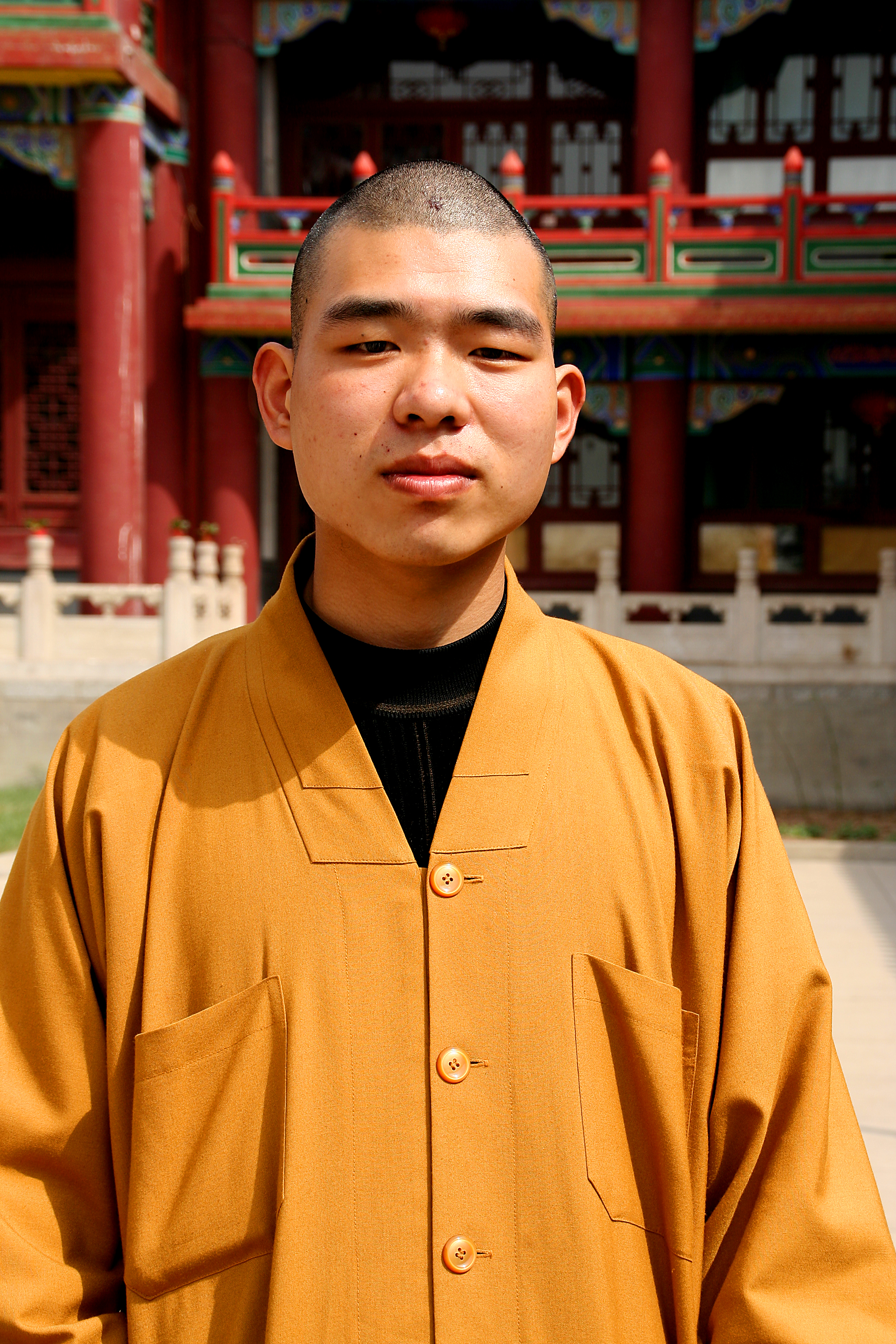
Buddhista szerzetes Kínában
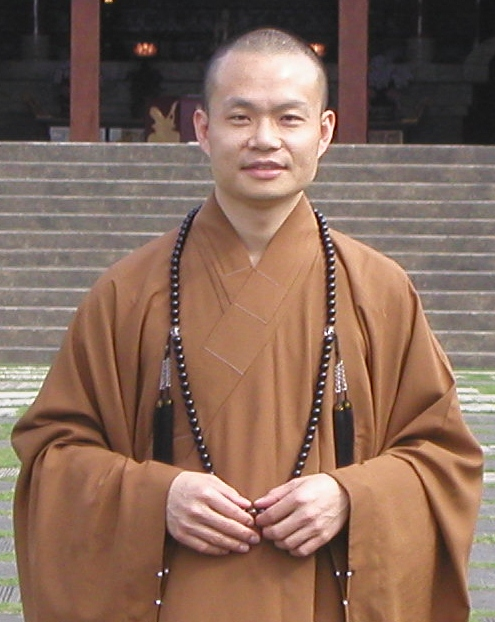
Buddhista szerzetes Tajvanban
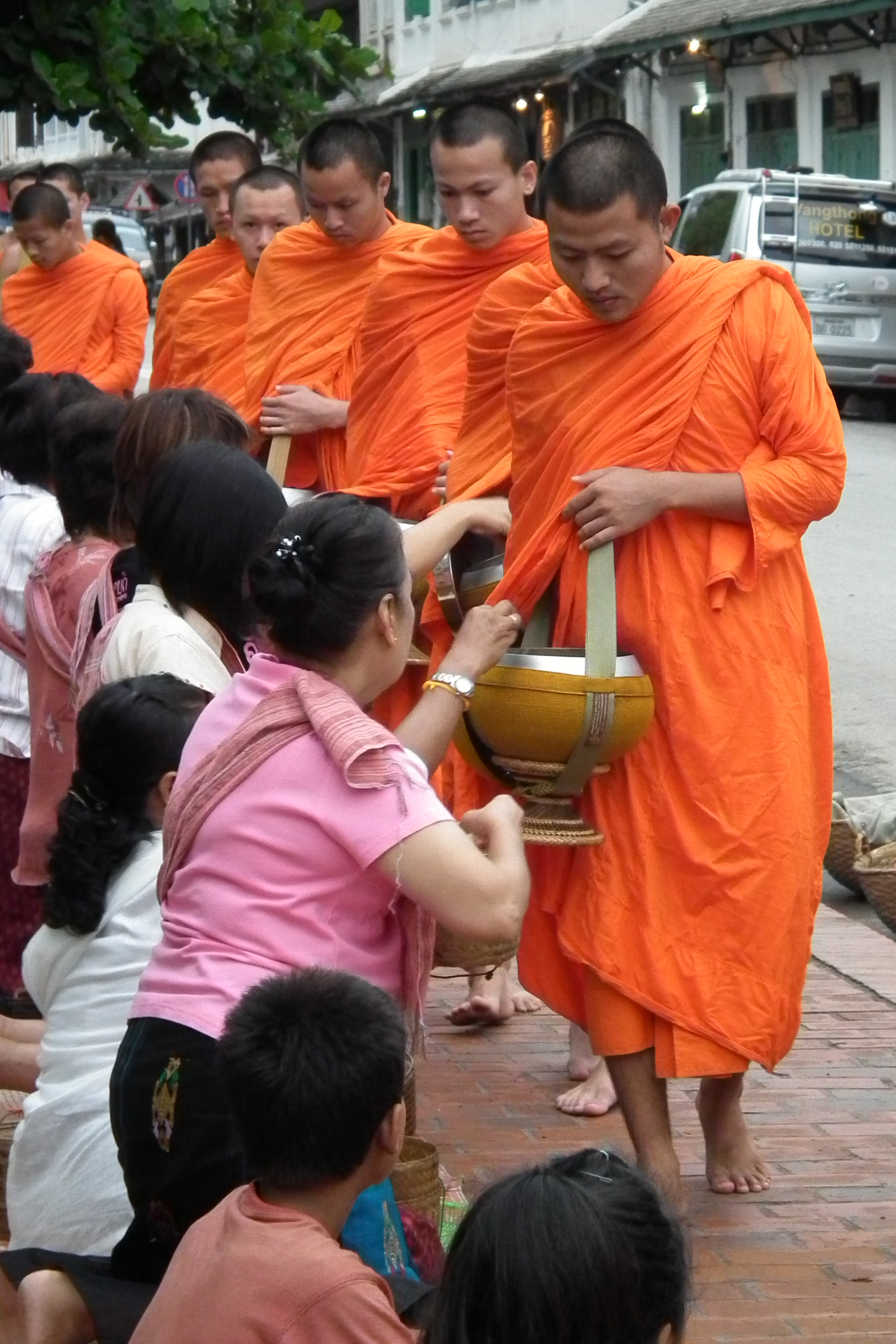
Szerzetesek Luangprabangban
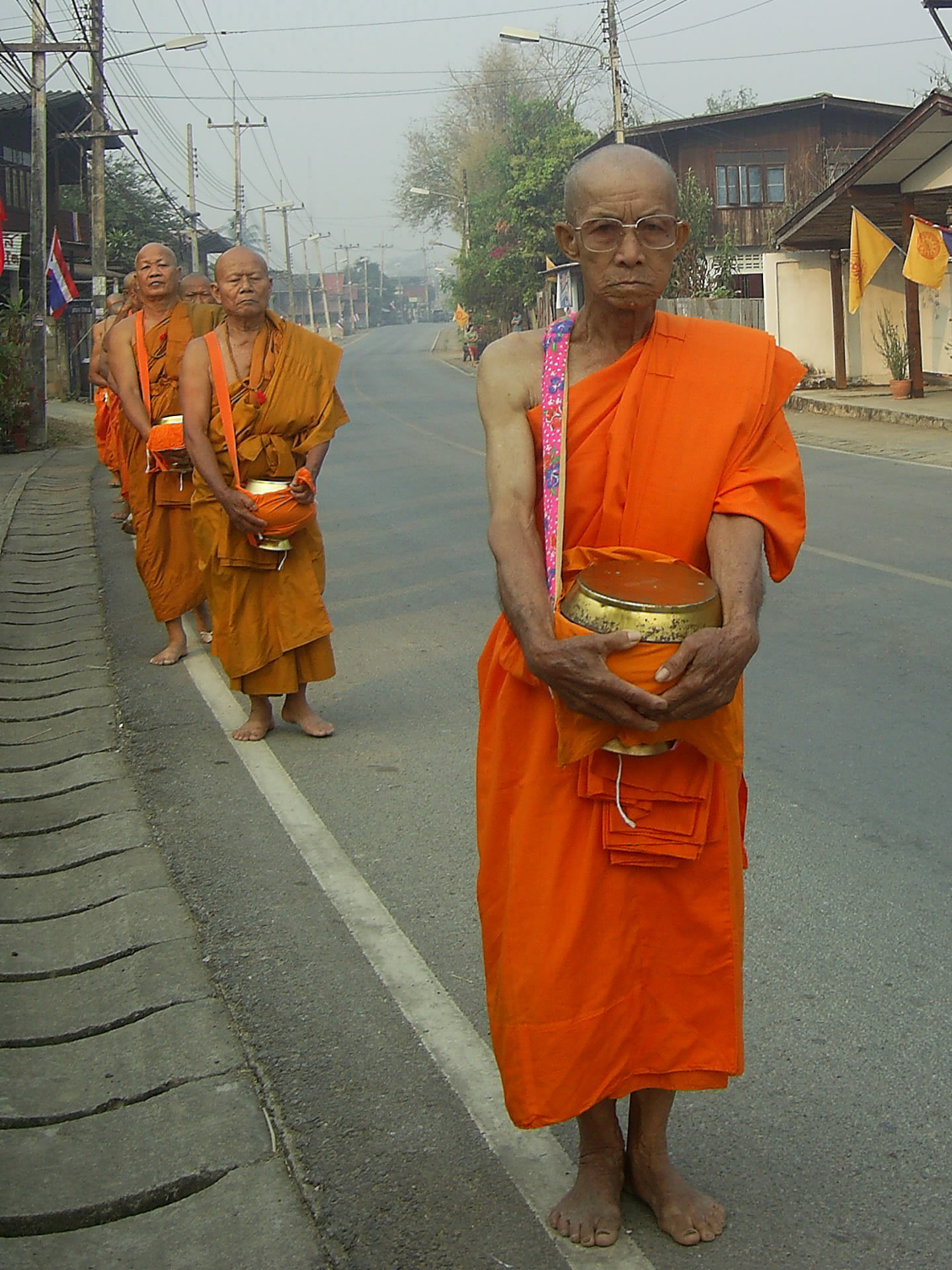
Szerzetesek Thaiföldön

### Speciális tanulási módszerek a tibeti kolostorokban

#### Vitázás
A szerzetesek buddhista tanokról szóló vitázási gyakorlata a tanulás folyamatának részét képezi a Szera kolostor főiskoláin. Ezáltal jobban elsajátítják a buddhista filozófia megértését, és magasabb szinten tudják folytatni tanulmányaikat. Erről a gesztusokkal kiegészített vitázási hagyományról úgy tartják, hogy a Szera kolostor sajátossága. Látogatók is meg szokták hallgatni a vitákat, amelyeket meghatározott menetrend szerint szoktak tartani, minden nap a kolostor 'vitaudvarán'.

#### Eljárások és szabályok

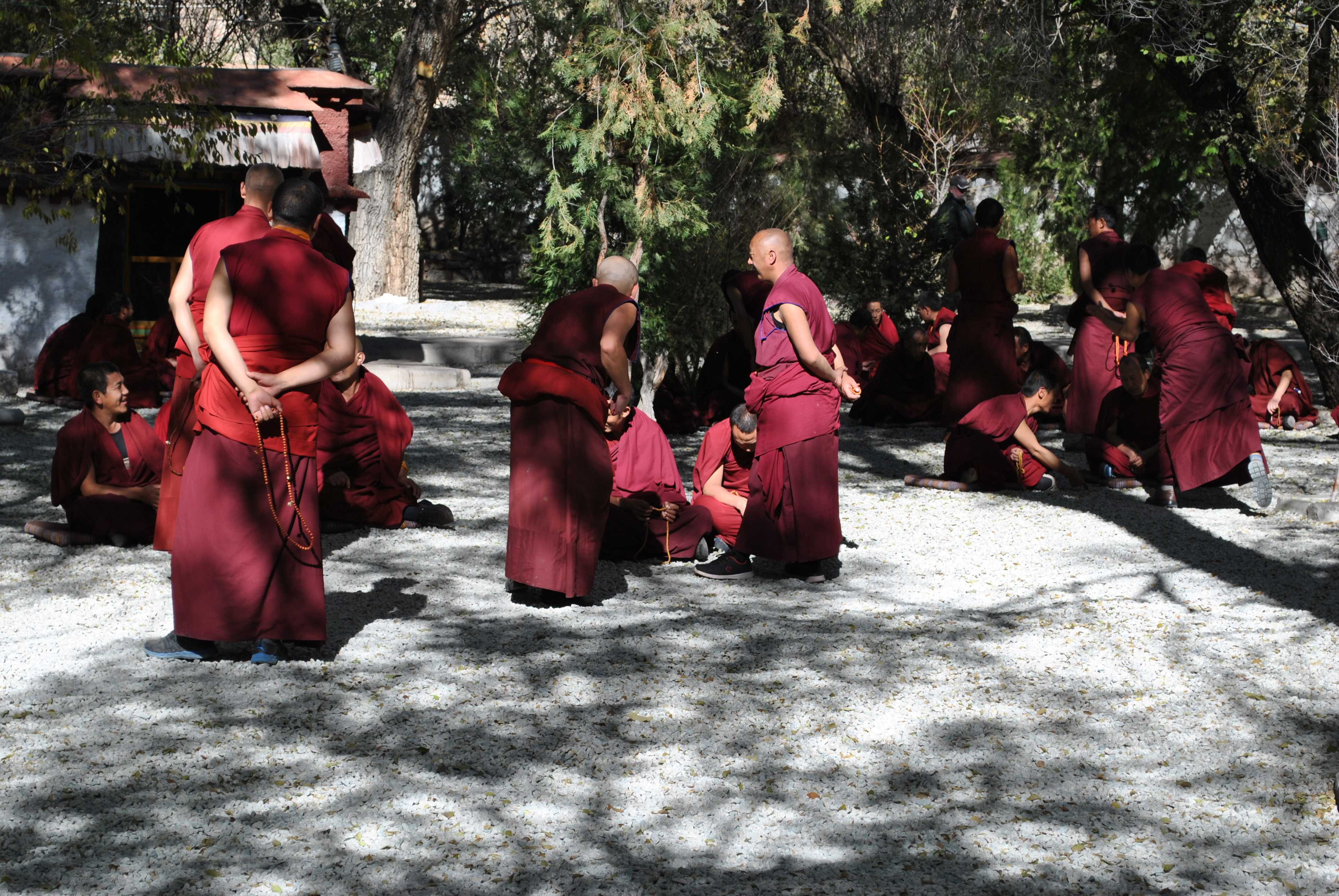
Szerzetesek a tibeti Szera kolostorban.

A szerzetesek a tanáraik előtt vitáznak, és a kérdező és a válaszoló is betartja az alaposan kidolgozott szabályokat és eljárásokat. Az ehhez hasonló vitázások hagyománya az ősi indiai ‘Hindu ortodoxiában’ keresendő, amely aztán átszállt a tibeti hagyományokba is a 8. század környékén. A vitagyakorlatok a kolostor falain belül történnek. A védőnek meg kell védenie a nézőpontját az adott vitatémában. A vita egy Mandzsusríhez intézett könyörgéssel (invokáció) kezdődik, amelyet hangosan és éles hangon olvasnak fel. A kérdezőnek tömören kell kérdeznie, és a védőnek egy meghatározott időn belül kell válaszolnia. A vita lezárását meghatározott válaszok jelzik, például: „Elfogadom (do), az ok nem megalapozott (ta madrup), vagy nincs átjárás (Kyappa majung)”. Sokszor a megvitatott kérdések csak arra szolgálnak, hogy félrevezessék a téma védőjét. Ha a védő ugyanis nem képes egy megszabott időn belül válaszolni, csúfos kifejezést érdemel. A tibeti vitagyakorlatokban a vitát hallgató közönségnek nincs szerepe, és nincs döntőbíró sem. Azonban ha a védő oldaláról közvetlen ellentmondás van, akkor formális döntés következik, hogy ki nyerte a vitát.

#### Fizikális gesztusok
A vitákat élénk gesztusok kísérik, amelyek élettel töltik meg a gyakorlatot. Minden egyes gesztusnak megvan a saját jelentése, amelyek közül egyesek drámaiak (szimbolikus értékűek): minden kérdés után hangosan összeütik a tenyerüket, hogy kifejezzék érvelésük hatalmát és bizonyosságát; a védő által tett rossz válasz esetén az ellenfele a kezével három kört rajzol a védő feje köré, és közben hangos sikítással igyekszik elbizonytalanítani a védőt; az ellenfél hibáját úgy jelzik, hogy a szerzetesi ruhájának felső részét a derekukhoz dörzsölik; általános a hangos tenyércsapkodás és intenzív verbális szóváltás. A lényege az egésznek, hogy a másikat helytelen érvelésbe keverjék. Mindig, amikor új kérdést tesznek fel, a tanár a kinyújtott bal tenyerébe csap a jobb tenyerével. Amikor egy kérdést helyesen válaszolnak meg, akkor a tanár a jobb kézfejét visszahúzza a bal tenyerébe. Amikor a védő nyeri a vitát, akkor allegorikusan kétségbe vonja a kérdező bölcsességét buddhistaként.

## Buddhista szövegek

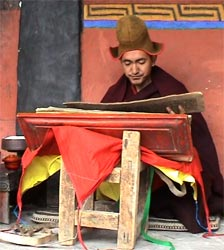
Gese Koncsog Vangdu, buddhista szerzetes mahájána szútrákat olvas a tibeti kandzsúr régi, falapos másolatairól.

A buddhista szövegeket sokféleképpen lehet csoportosítani. A nyugati tudósok a kézirat, kanonikus írás kifejezéseket nem egységes módon alkalmazzák a buddhizmus területén. Például egyesek két csoportra osztják a szövegeket: kéziratokra és kanonikus szövegekre. Mások a kéziratokat kanonikus, magyarázó és pszeudo-kanonikus szövegekre osztják. Egy másikfajta csoportosításban a "Buddha szavait" (buddha-vacsana) különböztetik meg az összes többi szövegtől.
A különböző buddhista iskolák különböző hangsúlyt fektetnek a szövegek tanulmányozására. Sok más vallással ellentétben a buddhizmusban nincs egy olyan központi szöveg, amelyet minden hagyomány követne. Ennek ellenére néhány tudós a Vinaja-pitakát és a Szutta-pitaka első négy nikájáját (gyűjteményét) tekinti az összes buddhista hagyomány közös alaptanításának. Ez félrevezető lehet, ugyanis a mahájána hagyományban ezeket csupán bevezetőnek tekintik, nem fő tananyagnak. A tibeti buddhizmusban például az ágamák többségét le sem fordították (bár elméletileg elfogadják azokat) és Kínában és Japánban sem játszik szerepet sem az egyházi, sem a világi emberek vallási életében. Más tudósok szerint nem nevezhetünk meg közös alaptanításként semmilyen buddhista szöveget. A buddhista kánonok mérete és összetettsége megnehezíti a buddhista filozófia megértését. A théraváda buddhizmus követői a páli kánont veszik alapul, míg a mahájána buddhizmusban a mahájána szútrákat és a saját vinajájukat követik. A páli szútrák, egyéb szövegekkel együtt, szorosan kapcsolódnak a más iskolák által használt ágamákhoz. Történtek korábban különböző kísérletek, hogy létrehozzanak egy közös buddhista kánont a buddhizmus összes fő tanával. A théraváda hagyományban a papnövendékek számára létrehoztak összesűrített 'tanulmányi szövegeket', amelyek népszerű és befolyásos szövegeket rendeztek egy kötetbe. Később Srí Lankán a Dhammapada hatalmas sikereket ért el egységesítő szövegként.

### A páli Tipitaka
A páli Tipitaka (jelentése: "három kosár") a Vinaja-pitaka, a Szutta-pitaka és az Abhidhamma-pitaka szövegeire utal. A Vinaja-pitaka tartalmazza a buddhista szerzetesek és az apácák magaviseleti szabályzatait, illetve magyarázatokat, hogy miért és hogyan alakultak ki ezek a szabályok. A Szutta-pitaka tartalmazza a Gautama Buddhának és a tanítványainak tulajdonított példabeszédeket. A később keletkezett Abhidhamma-pitakát tartják Buddha magasabb szintű, rendszerezett tanításainak. A páli Tipitaka az egyetlen korai Tipitaka (szanszkrit: Tripiṭaka), amely érintetlenül fennmaradt eredeti nyelven. Fennmaradtak még ezen felül részletek a szarvásztiváda, a dharmaguptaka, a mahászánghika, a kásjapíja és a mahísászaka iskolák Tipitakáiból is. Ezek többsége kínai nyelvű fordításokban maradt fent. Egyes források szerint néhány korai buddhista iskolának öt vagy hét pitakája is létezett.
Az írások szerint Buddha halála után hamar megtartották az első buddhista zsinatot, amelynek elnöke Mahákásjapa (páli: Mahákasszapa) volt. A zsinat célja Buddha tanításainak összefoglalása volt. Upáli elszavalta a vinaja teljes szövegét, Ánanda pedig a dharma tanításokat mondta vissza emlékezetéből. Ezek váltak a Tripitaka alapjává. Azonban ezeket a tanításokat kezdetben csupán szájról szájra hagyományozták és csak az i.e. 1. században írták le őket először. Ezért a buddhista iskolák szútrái és a vinaják igen eltérő elemeket tartalmaznak, köztük a példabeszédek, a szövegmagyarázatok, a kozmológiai és kozmogóniai szövegek, Gautama Buddha korábbi életeinek történetei és egyéb témák tekintetében. A kánon nagy része nem kifejezetten "théraváda", inkább olyan tanítások gyűjteménye, amelyet ez az iskola őrzött meg a korai, nem szektariánus tanításokból.

### Mahájána szútrák

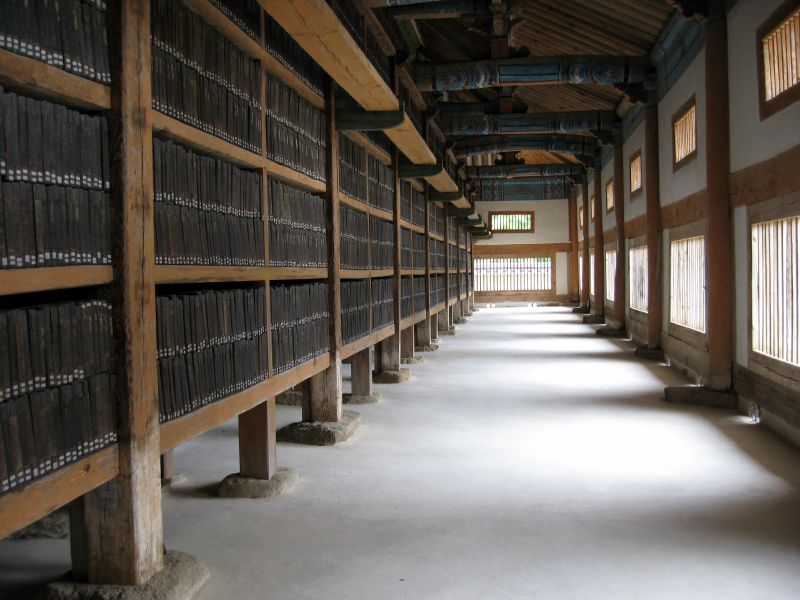
A Tripitaka Koreana táblái a Heinsza kolostorban -a kínai buddhista kánon példányát több mint 81000 fatáblára nyomtatták.

A mahájána szútrák buddhista szövegek elég tág fogalma, amelyeket a mahájána hagyományokban használnak és úgy tekintik, hogy Buddha tanításai. Egyes mahájána követők Gautama Buddha tanításaként fogadják el a korai buddhista tanításokat (köztük a szarvásztiváda Abhidharmát is, amelyet Nágárdzsuna később kritizált) és a mahájána szútrákat egyaránt, és úgy tartják, hogy ezek különböző személyiségű és spirituális szintű embereknek készültek. Ezek a szútrák gyakran hangzanak úgy el, mint Buddha mélyebb, fejlettebb tanításai, azon gyakorlók számára, akik a bódhiszattva ösvényt követik. Az ösvényt úgy magyarázzák, hogy a motivációjuk az, hogy minden érző lényt meg szeretnének szabadítani a szenvedéstől.
A mahájána buddhizmus kezdete nem tisztázott. A mahájána buddhizmus korai szakaszáról nyugaton előzőleg úgy tartották, hogy külön álló iskolaként az ún. Hínajána iskolával versengett. A buddhák és bódhiszattvák imádatáért gyakran tekintették a mahájána irányzatot hitre épülő, világi jellegű buddhizmusnak, amely állítólag a sztúpák iránti hódolatból fakadt. Azáltal, hogy egyre több korai szöveghez lehet könnyen hozzáférni, manapság ezeket a nézeteket többnyire elvetették.
A legkorábbi mahájána szövegek az időszámításunk elejéről valók.
Nem található olyan bizonyíték, amely kimondaná, hogy a mahájána valaha is a buddhizmus egy szektája lett volna, vagy egy különálló iskola. Sokkal inkább eszmék egy csoportja volt és a bódhiszattva út tana. Paul Williams szerint a mahájána irányzatnak sohasem volt saját fegyelmi szabályzata (vinaja) és nem is akart, ahogy saját hagyományvonala sem volt korai buddhista iskolákból. Emiatt minden egyes bhikkhu (szerzetes) és bhikkhuni (apáca) aki felvételt nyert mahájána intézményekbe formálisan egy korai iskolához tartozott. Ugyanez folytatódik ma is a kelet-ázsiai dharmaguptaka szerzetes rend vonalánál és a tibeti buddhizmus múlaszarvásztiváda vonalánál. Éppen ezért a mahájána soha nem is volt a korai iskolák egyik kívül álló, rivális szektája.
A mahájána eredetének korai bizonyítékai a mahájána szövegek korai kínai fordításait jelentik. Ezeket a mahájána tanításokat egy Lókakséma nevű buddhista szerzetes terjesztette Kínában a 2. században. A 4. századi bódhiszattva-pitaka mellett a legfőbb kánont a kínai és tibeti fordítások jelentik, amelyek eredeti szanszkrit vagy prakrit szövegekből készültek. Nem létezik egyetlen meghatározott mahájána kánon, inkább szöveggyűjtemények léteznek. A legalapvetőbb mahájána szútrák manapság a Pradnyápáramitá szútrákba tartozó Szív szútra és a Gyémánt szútra. A szabványos kínai buddhista kánon a Taisó Tripitaka, amelyet az 1920-as években szerkesztettek újra Japánban. A 85 kötetes mű kanonikus és nem-kanonikus műveket is tartalmaz: ágamákat, többféle vinaja változatot, az abhidarmát és tantrikus írásokat.

## Meditáció

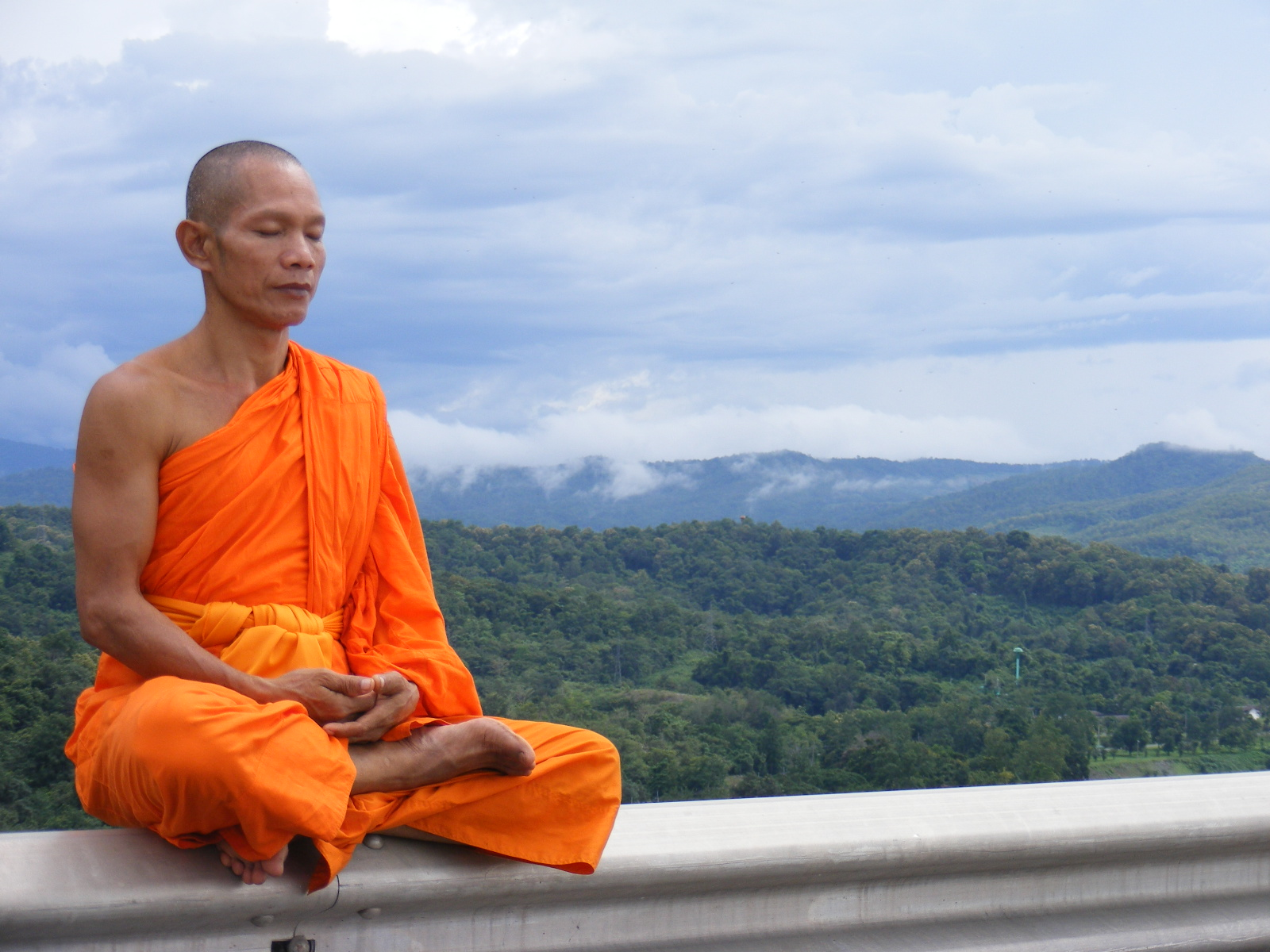
Thai szerzetes meditál a Szirikit-gát mellett

A buddhista meditáció a buddhista filozófia és vallás meditációs gyakorlatainak összefoglaló elnevezése.
A legfőbb meditációs technikákat ősi buddhista szövegekből és a tanító-tanítvány kapcsolatokban szájról szájra átörökített tudásból ismerjük. A buddhisták azért meditálnak, mert ez jelenti az utat a megvilágosodás és a nirvána felé. A buddhizmus klasszikus nyelveiben a meditációhoz legközelebb álló kifejezések a bhávana és a dhjána. A buddhista meditációs technikák világszerte népszerűek, nem kizárólag a buddhista szemléletű emberek körében.
A buddhista meditáció vonatkozhat egy sor különböző meditációs technikára, amelyek fejlesztik a tudatosságot, koncentrációt, természetfeletti képességeket, nyugodtságot és belátást. Általában kétféle meditációról beszélhetünk a buddhizmusban: analitikus és egyhegyű (összpontosító). Az elsőnél a meditáló elemzési folyamatnak veti alá a meditáció tárgyát, miközben újra és újra megpróbálja megismerni. A másodiknál a meditáló a meditáció tárgyára koncentrál, további elemzés nélkül. A kétféle meditáció ötvözése hatékony technika.

### Jóga
A jógagyakorlatok szorosan kapcsolódnak a hinduizmushoz, a buddhizmushoz és a dzsainizmushoz. A három hagyományban azonban eltérő jógakifejezéseket használnak. A hinduizmusban a jóga általánosságban a jóga nyolc végtagjára utal, ahogy azok az i. e. 100 körül keletkezett Patanydzsali jóga szútráiban is szerepelnek. A jóga szó a szanszkrit judzs szótőből származik, aminek jelentése: összeköt, egyesít, igába fog. Az egyéni lélek (átman) és az univerzális lélek (Paramátma, Brahman) egyesítésére utal, de vonatkoztatható a test, a tudat és a lélek egyesítésére történő utalásként is.
A tibeti vadzsrajána buddhizmusban a „jóga” kifejezés mindenféle spirituális gyakorlatot jelölhet a tantráktól kezdve (mint például a krija-jóga vagy a csarja-jóga) az „isten-” és a „guru-jógák”ig. Az Indiából származó Szútrajána és Tantrajána szövegek korai fordítási időszakában Tibetben a legmegfelelőbb „átruházás” (szanszkrit: jána) az adi-jóga (szanszkrit) volt (lásd még: buddhista jóga).

## A buddhizmus és a modern tudományok

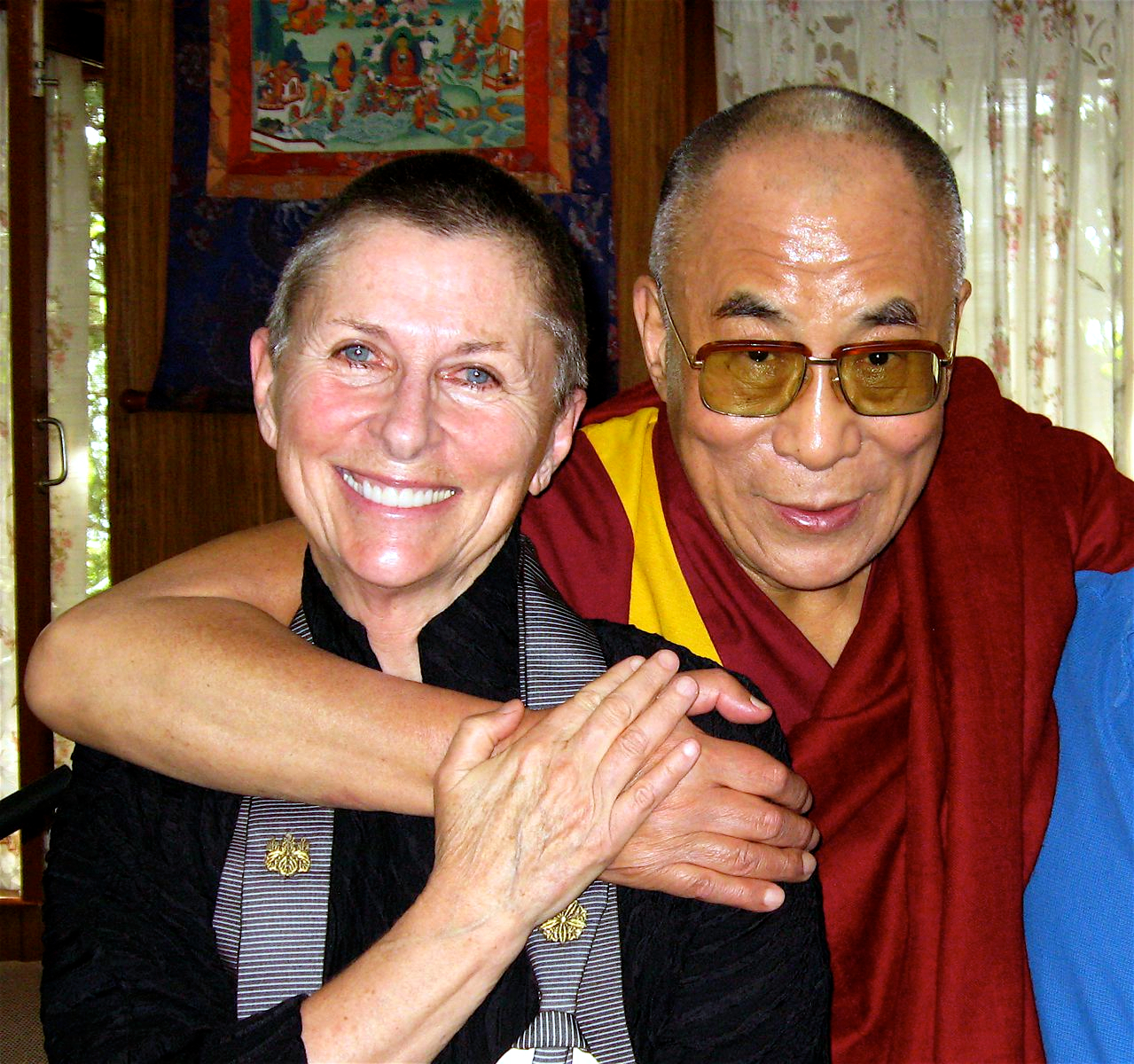
Joan Halifax és Tendzin Gyaco, a 14. dalai láma a 14. Tudat és Élet konferencián Dharamszalában, 2007.

A buddhizmus és a modern tudományok már rengetegszer bizonyultak kompatibilisnek a történelem során. A buddhizmus és bizonyos tudományos területek képviselői között az elmúlt évtizedekben felélénkült a párbeszéd. A buddhizmuson belül a filozófiai és pszichológiai tanítások hasonlóságot mutatnak a modern tudományos és filozófiai elképzelésekkel. Például a buddhizmus támogatja a természet pártatlan vizsgálatát (a páli kánonban ezt úgy nevezik, hogy dhamma vikaja) – a vizsgálat fő tárgya az én.
A buddhizmust többen jellemezték úgy, hogy racionális és dogmáktól mentes, és bizonyítékok szolgálnak rá, hogy ez így volt egészen a történetének kezdetétől fogva. Egyesek szerint a buddhizmus ezen jellemzője főleg a modern időkben kapott nagyobb hangsúlyt, és részben ez már egy újraértelmezett verzió. A buddhizmus nem minden formája mentes a dogmáktól. Egyes formái nem maradnak semlegesek a természetfeletti témákkal kapcsolatban és nem nyitottak a tudományos felfedezések irányában. A buddhista iskolák között is találni fundamentalista és elkötelezett hagyományokat, amelyekben helyi szellemeknek hódolnak, vagy mindenféle babonákat követnek. Mindezek ellenére megfigyelhetők bizonyos hasonlóságok a tudományos vizsgálódás és a buddhista gondolkodás között. Tendzin Gyaco, a 14. dalai láma egy tudományos konferencián kifejtette, hogy a buddhizmus és a tudomány is elővigyázatosak az abszolútumokkal, és inkább a kauzalitás és az empirizmus módszereit részesítik előnyben.

## Buddhista művészet

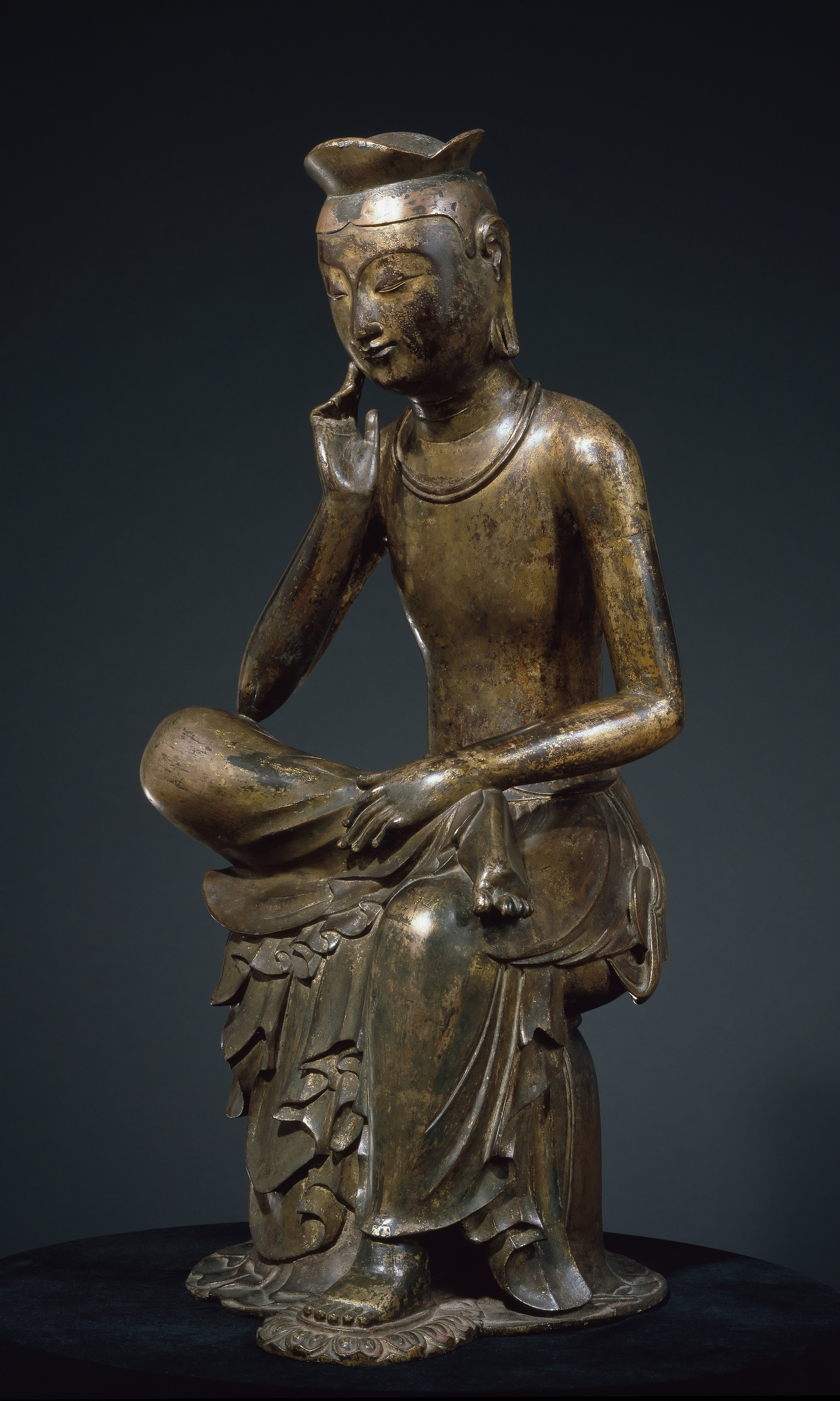
Bangaszajuszang, félig ülő, gondolkodó Maitréja-szobor, 7. század körül

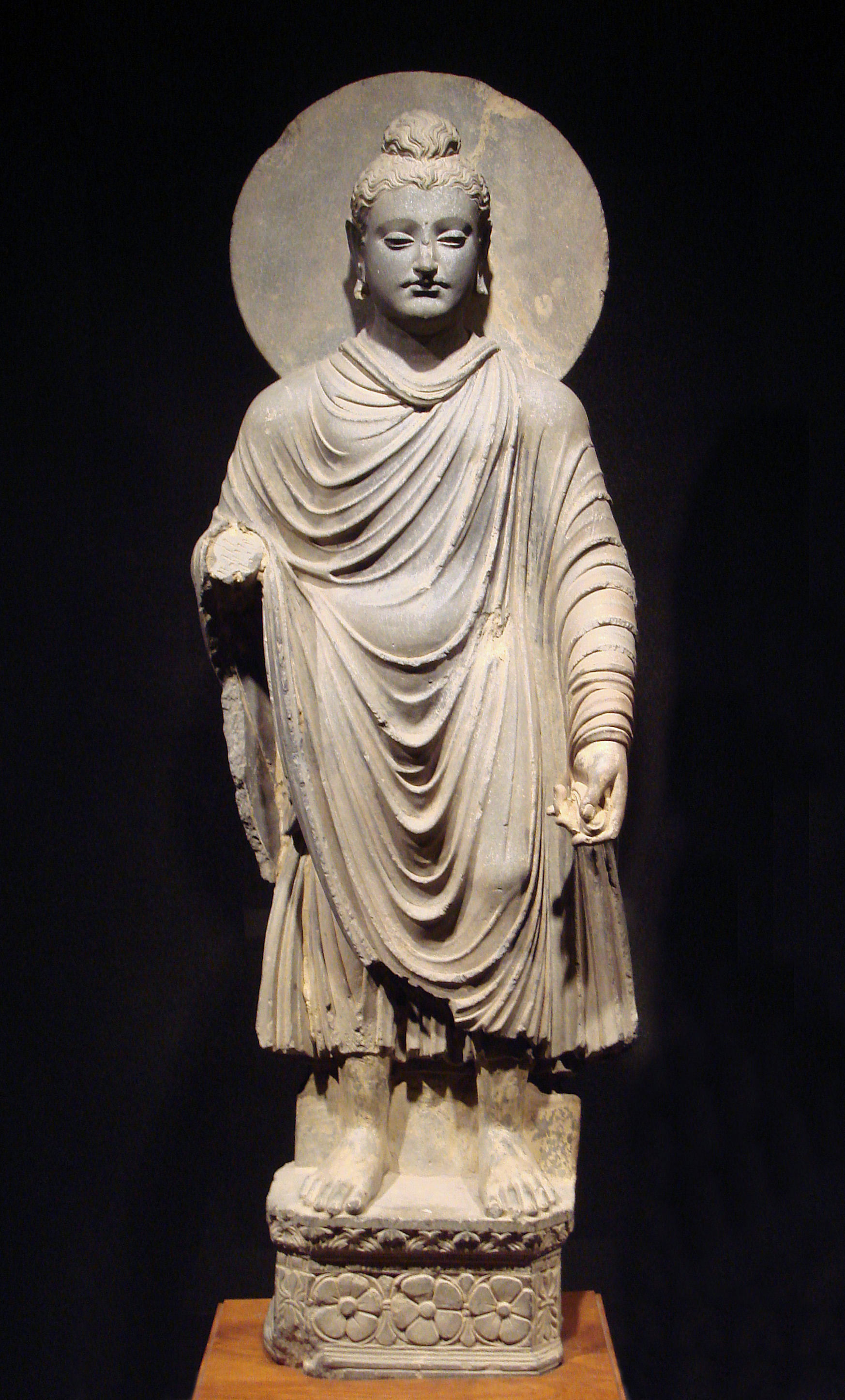
Buddha ábrázolása Gandhára görög–buddhista művészetében, 1. század

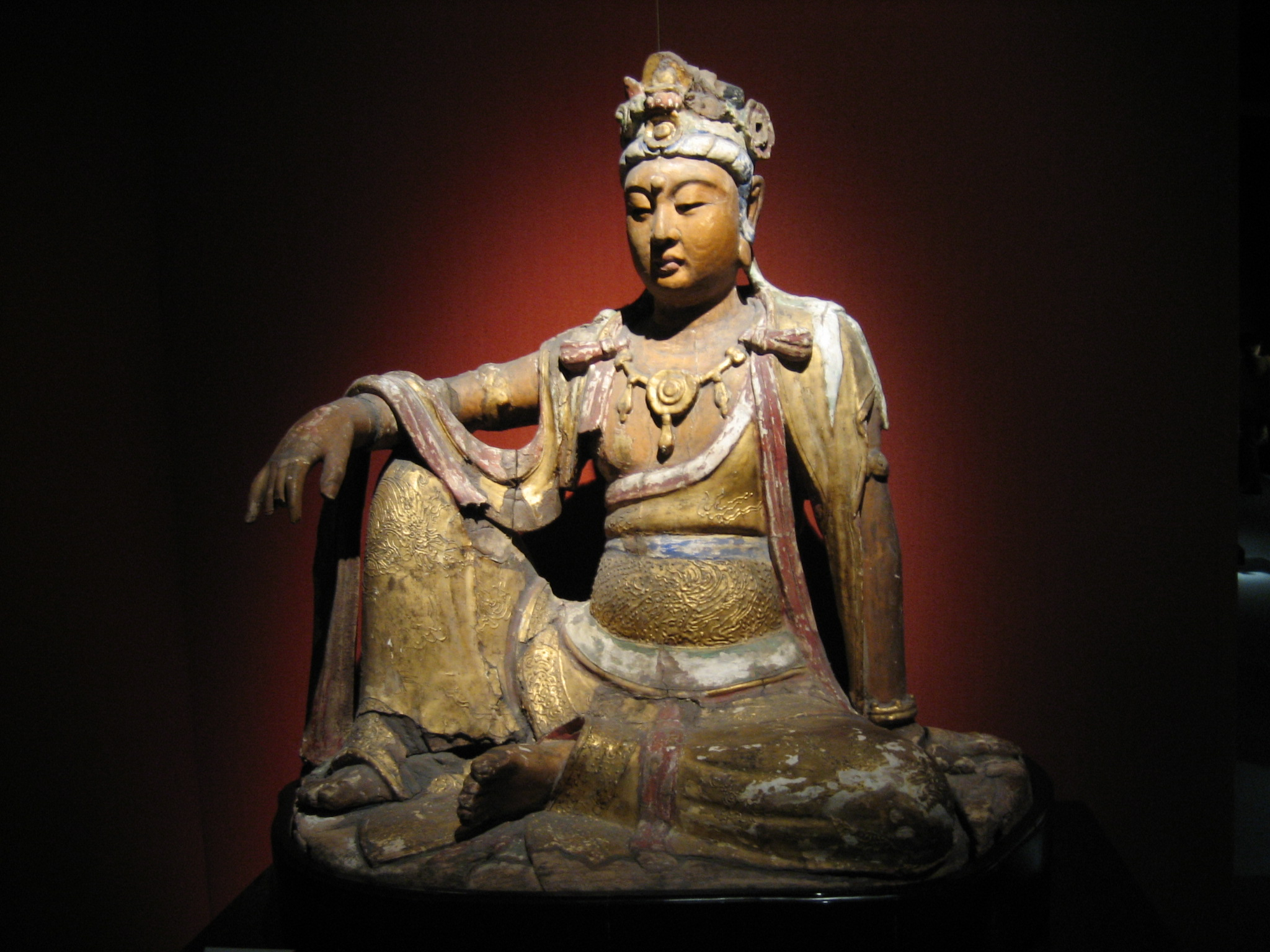
Kínai bódhiszattva faszobor a Szung-dinasztia (960–1279) idejéből

A buddhista művészet azokra a művészeti alkotásokra vonatkozik, amelyekre hatással volt a buddhizmus. Ebbe beletartoznak azok a művészetek, amelyek ábrázolják a különböző buddhákat, bódhiszattvákat és egyéb lényeket, ismert történelmi vagy mitológiai buddhista alakokat, ezek életéből narratív jeleneteket, de ide sorolhatók a mandalák és a buddhista gyakorlatok egyéb vizuális segítőeszközei és fizikai tárgyai, mint például a vadzsrák, harangok, sztúpák és buddhista templomok. A buddhista művészet eredete az indiai szubkontinensen keresendő a történelmi Buddhát követő i. e. 6–5. században, amely után más kultúrákkal keveredve fejlődött és terjedt el Ázsiában és az egész világon.
A buddhista művészet követte a hívőket a dharma terjedésével, és mindenfelé helyi jellegzetességeket vett fel. A buddhista művészet északi ága Közép-Ázsián és Kelet-Ázsián át terjedt, míg a déli ág Délkelet-Ázsiában hódított teret magának. Indiában virágzott legkorábban a buddhista művészet, amely hatással volt a hindu művészetekre is, egészen addig, amíg a 10. század környékére majdnem teljesen eltűnt a régióból, köszönhetően az iszlám dinamikus terjedésének és a hinduizmus felélénkülésének.
Az i. e. 2–1. században a szobrok már egyértelmű jeleneteket ábrázoltak Buddha életéből és tanításaiból. Kezdetben szegélydíszeken vagy fogadalmi táblákon jelentek meg, általában sztúpák díszítésében. Annak ellenére, hogy az indiai ábrázolóművészetekben már régóta jelen volt a szobrászat hagyománya és mesteri szintre fejlődött az ikonográfia, a Buddhát soha nem ábrázolták emberi alakban, csupán buddhista szimbólumokon keresztül. Ezért nevezhető ez az időszak anikonistának.
Buddha ember alakú ábrázolása az 1. század környékén kezdődött Észak-Indiában. Az alkotások két fő központja a mai Pakisztán területén található Gandhára és az Észak-India középső részén található Mathura volt. Gandhára művészete sokat köszönhetett a görög kultúra hatásainak, amelyek Nagy Sándor hódításai során kezdődtek, majd Görög-Baktria és az indo-görög királyságok megalakulása után erősödtek. Ezek hatására alakult ki a görög-buddhista művészet. A gandhárai buddhista szobrászatban megtalálhatók az ókori görög művészet hatásai és úgy tartják, hogy az „ember-isten” koncepcióját alapvetően a görög mitológia kultúrája ihlette. Művészetileg a gandhárai szobrászati iskola hozta be a buddhista művészeti ábrázolásba többek között a hullámos hajat, a mindkét vállat fedő szerzetesi ruházatot, a cipőt és a szandált, az akantuszfű leveleivel való díszítést, a nirvána szimbólumot.
A későbbi buddhista művészetet a kezdetektől a valósághű idealizmus jellemezte, amelyben egyesültek az ember realisztikus arányai, testtartása és egyéb jellemzői, valamint az isteni tökéletesség és a higgadtság érzete. Buddhának ez az egyszerre emberként és istenként való ábrázolása vált az ezt követő buddhista művészetben az ikonográfia kánonjává. Ahogy az 1. század után a buddhizmus Indián kívülre is tovább terjedt, az eredeti művészeti formák összemosódtak egyéb hatásokkal, amelyek egymás után adódtak hozzá és alakítottak ki helyi művészeti formákat. Két fő útvonal alakult ki, amelyeken keresztül terjedt a buddhizmus:
- északi út – az 1. században Közép-Ázsián keresztül: Nepál, Tibet, Bhután, Kína, Korea, Japán és Vietnám – ezekben dominánssá vált a mahájána buddhizmus.
- déli út – Mianmar, Srí Lanka, Thaiföld, Kambodzsa és Laosz – ahol a mai napig a théraváda buddhizmus dominál.

## A buddhizmus és a társadalom

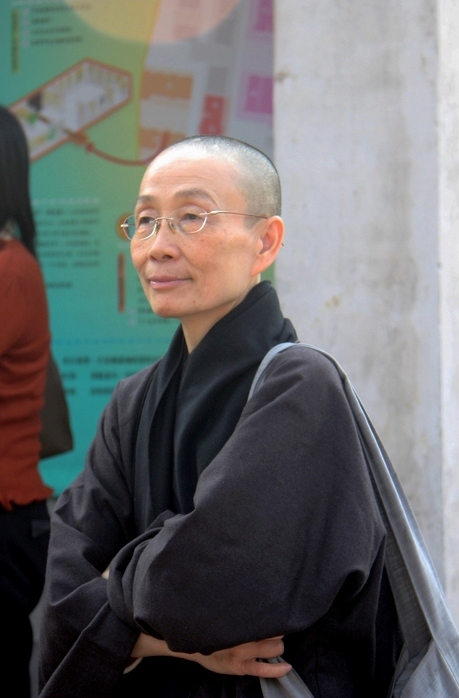
Egy tajvani bhikkhuni, a Dharmaguptaka hagyományvonal tagja

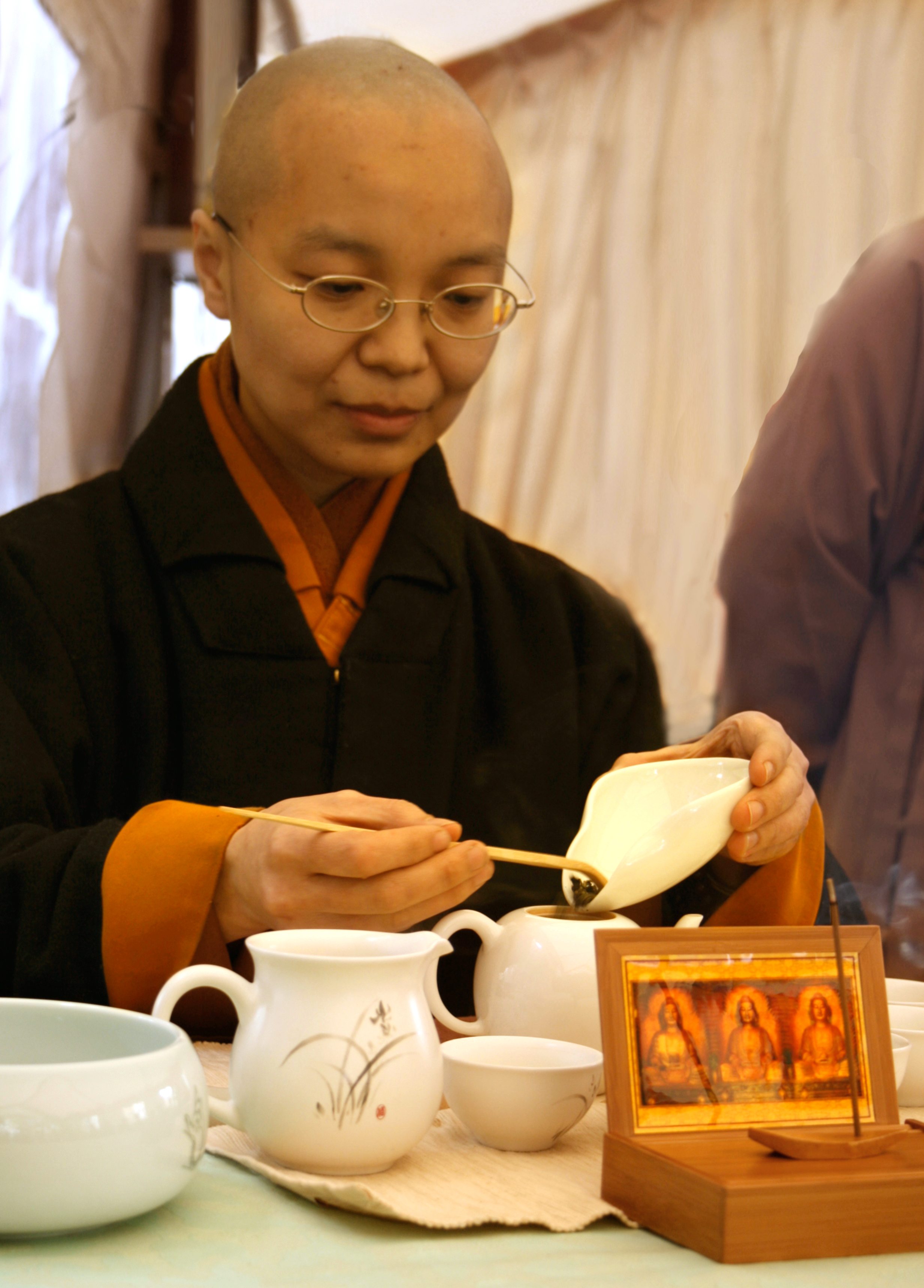
A bhikkhunik teljes felvétele gyakori a dharmaguptaka átadási vonalon

### Nők a buddhizmusban
A nők a buddhizmusban egy olyan téma, amelyet különböző nézőpontokból lehet megközelíteni, például teológiai, történelmi, antropológiai vagy feminista nézőpontból. A legfontosabb érintett témák közé tartozik a nők teológiai státusza, a nőkkel való bánásmód a buddhista társadalmakban otthon és a közéletben, a nők története a buddhizmusban és a nők tapasztalatainak összehasonlítása a buddhizmus különböző formái között. Ahogy más vallásokban is, a buddhista nők tapasztalatai jelentősen eltérnek egymástól. Buddha azt tanította ugyan, hogy a feleség engedelmeskedjen az urának (Anguttara-nikája 5:33), azt is tanította viszont, hogy a férj tisztelje a feleségét, amely forradalminak számított abban a korban. Az olyan tudósok, mint Bernard Faure és Miranda Shaw, egyetértenek abban, hogy a buddhista tudományok még eléggé gyermekcipőben járnak a „társadalmi nemet” (gender) illetően.
Noha a korai buddhista szövegekben, mint például a Vinaja-pitaka gyűjteménybe tartozó Csullavagga, szerepel Gautama Buddha állítása, hogy a nők elérhetik a megvilágosodást, az is egyértelműen szerepel viszont a Bahudhátuka-szuttában, hogy soha nem lehet nőnemű buddha. A théraváda buddhizmusban, amely a legkorábbi szövegekkel rendelkező mai modern buddhista irányzat, a buddhaság elérése nagyon ritka esemény. A gyakorlók arra összpontosítanak, hogy elérjék az arhatság tudatszintjét (a legmagasabb tudatszint), amely szint elérése lehetséges mind a férfiak és a nők számára. Buddha korábbi felesége Jasodará, gyermekük Ráhula édesanyja, elérte az arhat szintet miután csatlakozott a buddhista apácák (bhikkhuni) rendjéhez. A mahájána iskolában a gyakorlók célja, hogy elérjék a buddhaság szintjét. A mahájána szútrák szerint a nők elérhetik a megvilágosodást, viszont nem női testben. Például a 4. századi bódhiszattvabhúmi szerint az a nő, aki elérné a megvilágosodás szintjét, előtte férfiként még újjá fog születni. Miranda Shaw szerint „a női test elégtelenségének közvetítése negatív vonzattal bír". A vadzsrajána buddhizmus tantrikus ikonográfiájában női buddhák is feltűnnek. Olykor a meditációs mandala fő jidamjainak kísérőhölgyeként szerepelnek, mint például Vadzsrajoginí, Tárá és Simhamukha.
Sákjamuni Buddha jóslata szerint, a mahájána Lótusz szútra 13. fejezetében, a jövőben meg fog világosodni Mahá Padzsápatí Gótamí és Jasodará. A 20. századi Tenzin Palmo tibeti buddhista apáca (a Kagyü iskola Drukpa Kagyü szektája) a következő fogadalmat tette: „Megfogadtam, hogy elérem a megvilágosodást női alakban – nem számít, hogy hány élet szükséges hozzá”.

### Családi élet a buddhizmusban
Az Anguttara-nikája 5:33-ban Buddha azt mondja a jövőbeli feleségeknek, hogy engedelmeskedjenek férjeiknek, kedveskedjenek nekik, ne bosszantsák fel őket a saját vágyaikkal, hamarabb keljenek reggel, és később feküdjenek le este, mint a férjük. Ezen felül a férjes asszonyoknak elsorolja (Anguttara-nikája 7:59; IV 91–94) a feleség hét típusát – az első három sorsa boldogtalanság, a második négyé – akik önkontroll alá vetik magukat – a boldogság. Ez utóbbiakat a gondviselés (anyaszerű feleség), a társiság (baráti feleség) és az alázatosság (nővér-feleség és szolga-feleség) jellemzi – ezáltal Buddha többfajta feleségtípust is helyeselt a házasság kötelékében.

#### Anyaság
Az anyaság státusza a buddhizmusban hagyományosan a dukkha vagy szenvedés kifejezését szolgálja, amely az emberi létezés legfőbb jellemzője. Susan Murcott a páli kánonban szereplő arhat tudatszintet elért nők történeteiről szóló, Therigatha című könyvében azt írja, hogy „az anyaságról szóló fejezetekben mindig szerepel a gyász témája is. A fejezetben szereplő anyákat az késztette arra, hogy buddhista apácának álljanak, hogy gyermekeik halála utáni bánatot nem bírták elviselni”.
Azonban a korai buddhizmusban az anyaságot saját jogán is értékes cselekedetnek tekintik. Májá királynő, Gautama Buddha édesanyja a szülés után pár nappal meghalt, hogy spirituális fejlődését egy másik létsíkon folytathassa. A kis Sziddhártha herceget nevelőanyja, Mahá Padzsápatí Gótamí nevelte fel, akinek szintén két saját gyermeke volt. Később ő lett a legelső női buddhista szerzetes. Mindkét gyermeke: fia, Nanda és lánya, Szundari Nanda csatlakozott a szerzetesi közösséghez. Gautama Buddhának és feleségének, Jasodarának közös fiuk született, Ráhula (jelentése: béklyó), akiből hétéves korában szintén szerzetes lett, és később Jasodará is apáca lett.

#### Szerelem, szexuális magaviselet és házasság
Noha általánosság szerint a buddhizmusban ideálisabbnak tekintik a cölibátusi szerzetesi életet, elismerik a házasság intézményének társadalmi fontosságát. Léteznek bizonyos útmutatások is az ideális házastársi viszonyra vonatkozólag. Bár a buddhista álláspontok eltérőek lehetnek a különböző buddhista iskolák szerint, a házasság azon kevés dolog közé tartozik, amelyet kifejezetten megemlítenek a spirituális fegyelemmel foglalkozó etikai szövegek (Síla). Az öt fogadalomban szerepel egy intés a helytelen szexuális viselkedéssel kapcsolatban. Arról viszont eltérően vélekednek a különböző buddhista iskolák, hogy mi számít helytelennek.
A korai buddhizmusban jellemzésre kerül a tisztelet, amellyel a házastársak tartoznak egymásnak. Azonban a szerelemnél és a házasságnál magasabbra helyezik a nirvána állapotát. Olyan történetek igazolják ezt, mint például Nanda szerzetes és felesége, Dzsanapada Kaljáni története. Nanda a házasságkötésük után, még ugyanazon a napon beállt szerzetesnek, és a buddhista szangha kedvéért elhagyta újdonsült feleségét. A páli kánon ehhez hasonló történeteiben a szerelmet általában a szanszárához (az újraszületések állandó körforgása) való ragaszkodásként jellemzik.

#### Abortusz

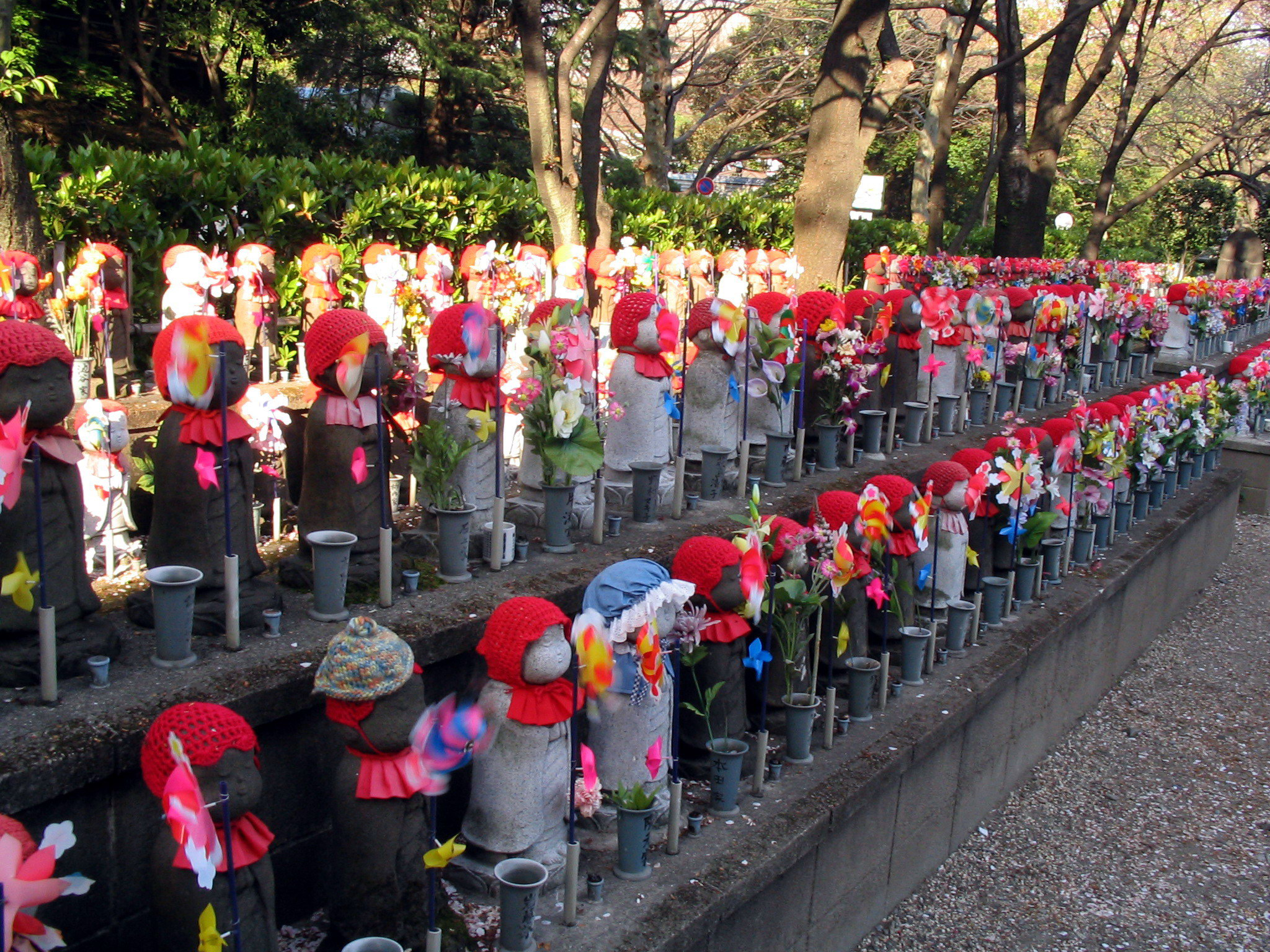
Dzsizó szobrok a tokiói Zojodzsi templomnál

Nem létezik egyetlen átfogó buddhista nézet az abortusszal kapcsolatban, jóllehet a hagyományos buddhizmusban elutasítják az abortuszt, mivel az az élet szándékos elpusztítását jelenti, amely a fogantatás pillanatában kezdődik. Egyes buddhista nézet szerint az élet örökös körforgásnak tekinthető és emiatt a fogantatás pillanata nem tekinthető az élet kezdetének. Japánban és az Egyesült Államokban toleránsabbak a buddhisták az abortusszal kapcsolatban, mint a világ más részein. Japánban a nők abortusz vagy vetélés után előfordul, hogy részt vesznek a mizuko kujó (水子供養 – szó szerint: újszülött csecsemő megemlékezési szolgálat) elnevezésű szertartásokon vagy, hogy enyhítsenek gyászukon, vagy azért, hogy kifejezzék bűnbánatukat. A hasonló tajvani szertartás elnevezése jingling gongjang. A 14. dalai láma azt mondta, hogy az abortusz "negatív cselekedet", de vannak kivételek. Úgy fogalmazott, hogy „az abortuszt úgy kell elutasítani vagy elfogadni, hogy megvizsgáljuk az egyedi körülményeket”.

#### Eutanázia
A théraváda buddhizmusban ha egy szerzetes a halál előnyeit hirdeti, amelybe beletartozik az is, ha valakinek egyszerűen az élet szörnyűségeiről beszél vagy a halál üdvéről olyan módon, hogy az úgy érezze, hogy öngyilkosságot kell elkövetnie, az az egyik legfontosabb vinaja szabályzat megszegését jelenti és azonnali kizárással jár a szerzetesi közösségből (szangha). A halálos betegségek esetében nem szabad senkit hamarabb halálhoz segíteni, mint ahogy az a betegség természetes állapotában lezajlana.
A 14. dalai láma véleménye szerint megengedhető az eutanázia azok számára, akik olyan kómában vannak, amelyből nem lehetséges a felépülés:
Amikor megkérdezték a dalai lámát az eutanáziával kapcsolatban azt mondta, hogy a buddhisták úgy tartják, hogy az élet értékes, főleg az emberi élet és hozzátette, hogy „[a]zt hiszem hogy jobb elkerülni”.
'Ugyanakkor azt gondolom, hogy a buddhista módszer az, hogy megítélje, hogy egy cselekedet helyes vagy helytelen, vagy megvizsgálja az érveket mellette és ellene.'
Egy kómában lévő emberről mesélt, akinek nem volt esélye a felépülésre, illetve egy asszonyról, akinek terhessége veszélyeztette a hasában lévő gyermek életét és a sajátjáét, amely által a nem cselekvés nagyobb áldozatokkal járna.
"Azt hiszem, hogy buddhista nézőpontból ezek kivételes esetek" mondta. "Emiatt jobb ha minden esetet egyenként megvizsgálunk."

### Buddhista nézetek a halálbüntetésről
A buddhisták nézetei a halálbüntetésről megoszlanak az egyes buddhista országok hagyományaival és a különböző értelmezésekkel összefüggésben. A legtöbb hagyományosan buddhista országban hivatalosan nem törölték el teljesen a halálbüntetést. Nepál, Bhután és Kambodzsa törvényben tiltja, Dél-Korea, Laosz, Mianmar és Srí Lanka pedig egyáltalán nem alkalmazza a halálbüntetést (bár törvény szerint még létezik). Mongóliában évekkel ezelőtt moratóriumot hirdettek a halálbüntetésre. Bár jogilag még nem szűnt meg, a gyakorlatban már nem alkalmazzák (a legutolsó kivégzés 2008-ban volt). A Dalai Láma Daniel Goleman könyvében úgy nyilatkozik a bebörtönzött emberekről, hogy ők is megérdemlik, hogy felismerjék valódi természetüket. Azok az emberek,akik súlyos gyilkosságokat követnek el, kellő szakpszichológusi segítség mellett, belátják vétkességüket és képesek jó irányba változni. A Dalai Láma arra is kitér a könyvben, hogy minden emberben, minden rossz tulajdonság megtalálható, de ezek a rossz jellemvonások felismerés után alakítható, megszüntethető. Egyetemes érzelem, a harag, félelem, undor, szomorúság is. Az érzelmeinket meg kell tanulni lenyugtatni, és jó gondolatokat táplálni. A Dalai Láma, az együttérzésen alapulva,ellenzi a halálbüntetés, mert potenciálisan minden ember képes a változásra.  A Dalai Láma úgy gondolja, hogy még egy gyilkos is képes a változásra. "Az esemény zárásaként a fogvatartottak magukban jót kívántak mindenkinek, aki jelen volt az életükben – beleértve saját magukat is." "Ha megtorlásként megölünk egy embert (...) azzal kizárjuk annak a lehetőségét, hogy megváltozzon."[forrás?]

## A buddhizmus és más vallások
Összehasonlító cikkek más világvallásokkal
- A buddhizmus és a kereszténység
- A buddhizmus és a keleti vallások
- A buddhizmus és a hinduizmus
- A buddhizmus és a dzsainizmus

## Kritika
A buddhizmus kritikája – ahogy általában más vallások kritikája is – azoktól származik, akik nem értenek egyet tanításaival vagy megkérdőjelezik a buddhista iskolák kijelentéseit, hitét és egyéb más tényezőket. Buddhista felekezeteket, számos buddhista nemzetet és egyes buddhista vezetőket bíráltak már ilyen vagy olyan módon. A kritika forrása lehet például agnoszticizmus, szkepticizmus, vallásellenesség, filozófia, racionalizmus, de eredhet más vallások támogatóitól, vagy olyan buddhistáktól, akik nemtetszésüket fejezik ki a meglévő tanokkal szemben, illetve reformokra buzdítanak. Bármilyen gondolatrendszer bírálatának két fajtája van. Az egyik a tanok, szövegek, tanítások és gyakorlatok racionális kiértékeléséből, a másik a tanokat alkalmazó gyakorlók következetességéből vagy következetlenségéből fakad.

## Ajánlott irodalom
Magyar nyelven
| - Kárpáty Ágnes. Buddhizmus Magyarországon - avagy egy posztmodern szubkultúra múltja... MTA Politikai Tud. Intézete (2000). ISBN 963-9218-67-7 - Lénard Jenő. Dhammó. Buddhista Misszió, Budapest (1912, 1984) - Schmidt József. Buddha élete, tana, egyháza. Kazinczy (1920) - Schmidt József. Ázsia világossága. Fapadoskonyv.hu (1924, 1995). ISBN 963-85356-2-8 - Téchy Olivér. Buddha. Gondolat kiadó, Budapest (1986). ISBN 963281696x - szerk.: Dr. Hetényi Ernő: Buddhista lexikon. Trivium, Budapest (1997). ISBN 9789637570308 | - Soós Sándor. A Nyolcvannégy Mahásziddha Legendája. Glosszárium (2000) - Agócs Tamás. Gyémánt áttörés. A Tan Kapuja Buddhista Főiskola (2000). ISBN 963-03-9534-7 - Páli nyelvből fordította Vekerdi József: Dhammapada. A Tan ösvénye. Terebess, Budapest, 1999 - Páli nyelvből fordította Fórizs László: Dhammapada. Az Erény útja. Aruna Publications, Aruna Ratanagiri Buddhist Monastery, Harnham, Belsay, Northumberland, 2012 (2002, 1994) |

Angol nyelven
| - Armstrong, Karen. Buddha. Penguin Books, 187. o. (2001). ISBN 0-14-303436-7 - Bareau, André. Les Sectes bouddhiques du Petit Véhicule. Saigon: École Française d'Extrême-Orient (1955) - Bechert, Heinz. The World of Buddhism. Thames & Hudson (1984) - Bronkhorst, Johannes. The Two Traditions Of Meditation In Ancient India. Motilal Banarsidass Publ. (1993) - Bronkhorst, Johannes. Did the Buddha Believe in Karma and Rebirth? (1998) - Buswell, Robert E. (szerk.). Encyclopedia of Buddhism. MacMillan Reference Books (2003). ISBN 978-0-02-865718-9 - Coogan, Michael D. (szerk.). The Illustrated Guide to World Religions. Oxford University Press (2003). ISBN 1-84483-125-6 - Cousins, L. S. (1996). „The Dating of the Historical Buddha: A Review Article”. Journal of the Royal Asiatic Society Series 3 (6.1), 57–63. o. - Davidson, Ronald M.. Indian Esoteric Buddhism: A Social History of the Tantric Movement. New York: Columbia University Press (2003). ISBN 0-231-12619-0 - de Give, Bernard. Les rapports de l'Inde et de l'Occident des origines au règne d'Asoka. Les Indes savants (2006). ISBN 2-84654-036-5 - Gombrich, Richard F.. How Buddhism Began. Munshiram Manoharlal (1997) - Gunaratana, Bhante Henepola. Mindfulness in Plain English. Wisdom Publications (2002). ISBN 0-86171-321-4 - Gyatso, Geshe Kelsang. Introduction to Buddhism: An Explanation of the Buddhist Way of Life. Tharpa Publications (1992). ISBN 978-0-9789067-7-1 - Harvey, Peter. An Introduction to Buddhism: Teachings, History and Practices. Cambridge University Press (1990). ISBN 0-521-31333-3 - Hawkins, Bradley K.. The Pocket Idiots Guide: Buddhism. Laurence King (Penguin, Alpha) (1999). ISBN 0-02-864459-X - Hill, John E. (2009) Through the Jade Gate to Rome: A Study of the Silk Routes during the Later Han Dynasty, 1st to 2nd Centuries CE. BookSurge, Charleston, South Carolina. ISBN 978-1-4392-2134-1. - Indian Books Centre. Bibliotheca Indo Buddhica Series, Delhi - Jong, J.W. de. The Beginnings of Buddhism (1993) - Juergensmeyer, Mark. The Oxford Handbook of Global Religions, Oxford Handbooks in Religion and Theology. Oxford University Press (2006). ISBN 978-0-19-513798-9 - Keown, Damien and Charles S Prebish (szerk.) (2004). Encyclopedia of Buddhism (London: Routledge). ISBN 978-0-415-31414-5. - Kohn, Michael H. (trans.). The Shambhala Dictionary of Buddhism and Zen. Shambhala (1991). ISBN 0-87773-520-4 - Lowenstein, Tom. The Vision of the Buddha. Duncan Baird Publishers (1996). ISBN 1-903296-91-9 - Matthews, Bruce. Post-Classical Developments In The Concepts of Karma and Rebirth in Theravada Buddhism. In: Ronald W. Neufeldt (ed.), "Karma and rebirth: Post-classical developments". SUNY (1986) | - szerk.: Morgan, Kenneth W.: The Path of the Buddha: Buddhism Interpreted by Buddhists. Ronald Press, New York (1956) - Nattier, Jan. A Few Good Men: The Bodhisattva Path according to The Inquiry of Ugra (Ugrapariprccha). University of Hawai'i Press (2003). ISBN 0-8248-2607-8 - Ranjini. Jewels of the Doctrine. Sri Satguru Publications. ISBN 0-7914-0490-0 - Robinson, Richard H. és Willard L. Johnson. The Buddhist Religion: A Historical Introduction. Belmont, California: Wadsworth Publishing (1970). ISBN 0-534-01027-X - Ito, Shinjo. Shinjo:Reflections. Somerset Hall Press (2009). ISBN 1-935244-00-0 - Sinha, H.P.. Bhāratīya Darshan kī rūprekhā (Az indiai filozófia jegyei). Motilal Banarasidas Publ. (1993). ISBN 81-208-2144-0 - Skilton, Andrew. A Concise History of Buddhism. Windhorse Publications (1997). ISBN 0-904766-92-6 - Smith, Huston. Buddhism: A Concise Introduction. HarperSanFrancisco (2003). ISBN 978-0-06-073067-3 - Thánisszaró Bhikkhu. Refuge: An Introduction to the Buddha, Dhamma, & Sangha (3rd ed., rev.) (2001) - Thich Nhat Hanh (1974). „The Heart of the Buddha's Teaching”, Kiadó: Broadway Books. - Thurman, Robert A. F. (ford.). Holy Teaching of Vimalakirti: Mahayana Scripture. Pennsylvania State University Press (1976). ISBN 0-271-00601-3 - Walpola Rahula. What the Buddha Taught. Grove Press (1974). ISBN 955-9219-19-7 - Schmithausen, Lambert. Critical Response. In: Ronald W. Neufeldt (ed.), "Karma and rebirth: Post-classical developments". SUNY (1986) - Vetter, Tilmann. The Ideas and Meditative Practices of Early Buddhism. BRILL (1988) - White, Kenneth. The Role of Bodhicitta in Buddhist Enlightenment Including a Translation into English of Bodhicitta-sastra, Benkemmitsu-nikyoron, and Sammaya-kaijo. The Edwin Mellen Press (2005) ISBN 0-7734-5985-5. - Williams, Paul. Mahayana Buddhism: the doctrinal foundations. London: Routledge (1989). ISBN 0-415-02537-0 - szerk.: Williams, Paul: Buddhism: Critical Concepts in Religious Studies. Routledge, London & New York (2005) - Williams, Paul és Anthony Tribe. Buddhist Thought (2000). ISBN 0-415-20701-0 - Yamamoto, Kosho (ford.), revised and edited by Dr. Tony Page. The Mahayana Mahaparinirvana Sutra. (Nirvana Publications 1999-2000) - Yin Shun, Yeung H. Wing (translator). The Way to Buddhahood: Instructions from a Modern Chinese Master. Wisdom Publications (1998) ISBN 0-86171-133-5. - Zürcher, E..szerk.: Leiden. E. J. Brill: The Buddhist Conquest of China (1972) |

## Kapcsolódó szócikkek

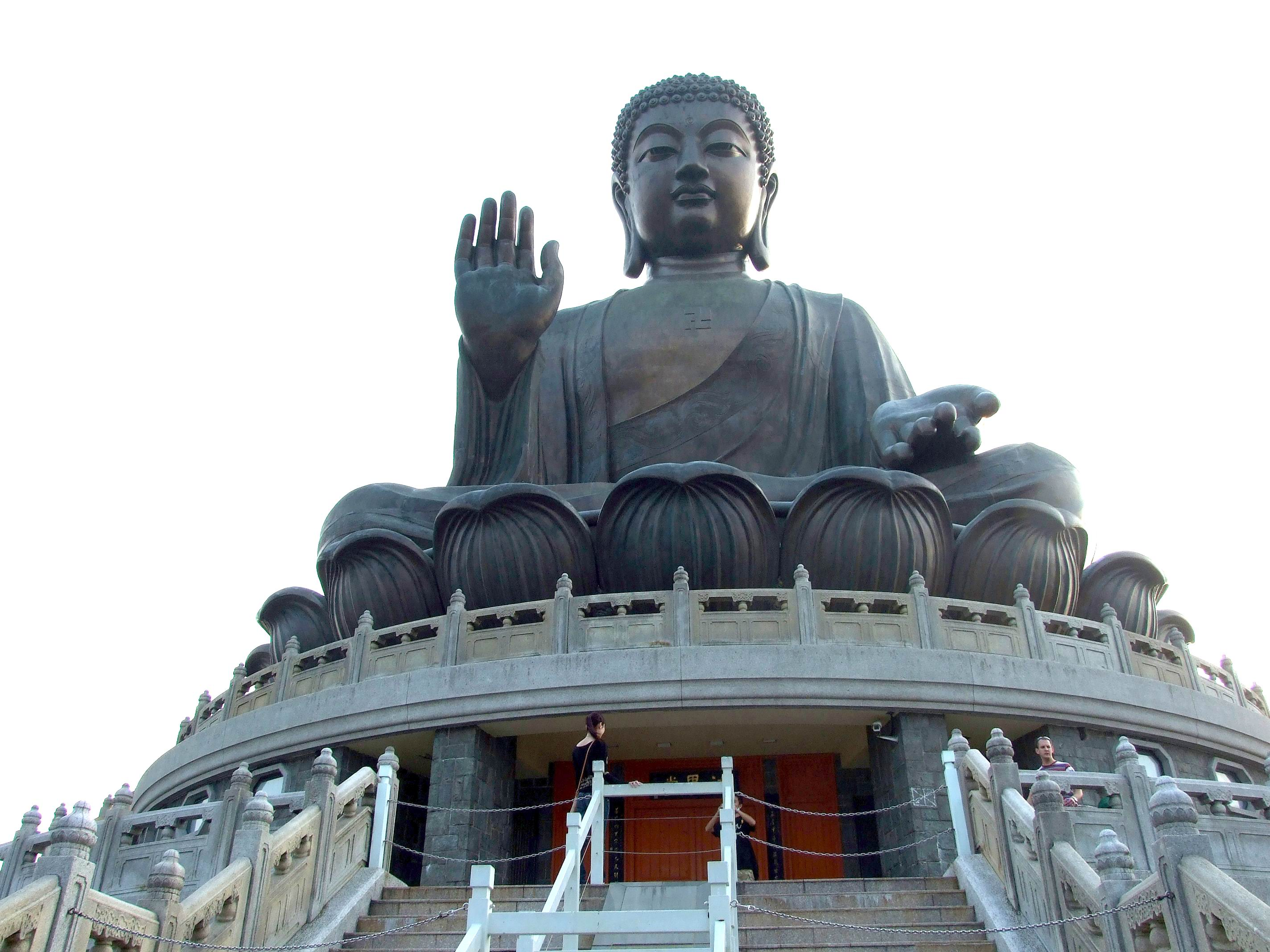
Buddha-szobor Hongkongban, Tian Tan

### Egyéb
- Buddhista E-Könyvtár
- Buddhista kánon (páli)
- Buddhizmus. vajtful.hu, 2006. április 28. [2009. február 13-i dátummal az eredetiből archiválva]. (Hozzáférés: 2015. február 21.)
- A Buddha Ujja – a Páli Kánon és mai théravádin mesterek szövegei
- Kőrösi Csoma Sándor – a nyugati világ bódhiszattvája
- Nyugati buddhizmus – buddhista modernizmus Archiválva 2010. május 31-i dátummal a Wayback Machine-ben